# Annabichl
Annabichl (slow. Anapigelj) ist der 9. Bezirk der Landeshauptstadt Klagenfurt am Wörthersee (Österreich). In Annabichl liegt der  Klagenfurter Zentralfriedhof sowie auch der Flughafen Klagenfurt.

## Geographie
Annabichl befindet sich im Norden von Klagenfurt anschließend an den Bezirk St. Veiter Vorstadt. Die Bezirksgrenze verläuft im Westen südlich der Ortschaften Trettnig und  Lendorf entlang der Linie Dellacher Weg – Grenzweg, im Süden entlang des Falkenbergweges und der Trettnigstraße, des Flusses Glan bis zur Pischeldorfer Straße sowie im Osten entlang der Linie Dammgasse – Karl-Friedrich-Gauß-Straße, durchquert das Flugfeld des Flughafens und verläuft weiter entlang der Drasendorfer und Nessendorfer Straße südlich der Ortschaften Atschalas, Drasendorf und Nessendorf.
Im Norden grenzt Annabichl an die Marktgemeinde Maria Saal.
Die höchste Erhebung ist der Maria Saaler Berg (746 m), der sich nicht auf dem Gemeindegebiet von Maria Saal, sondern noch in Klagenfurt, befindet. Weitere Erhebungen sind der Ehrentaler Berg (508 m), der Spitalsberg (498 m) und der Galgenbühel (477 m).

## Geschichte

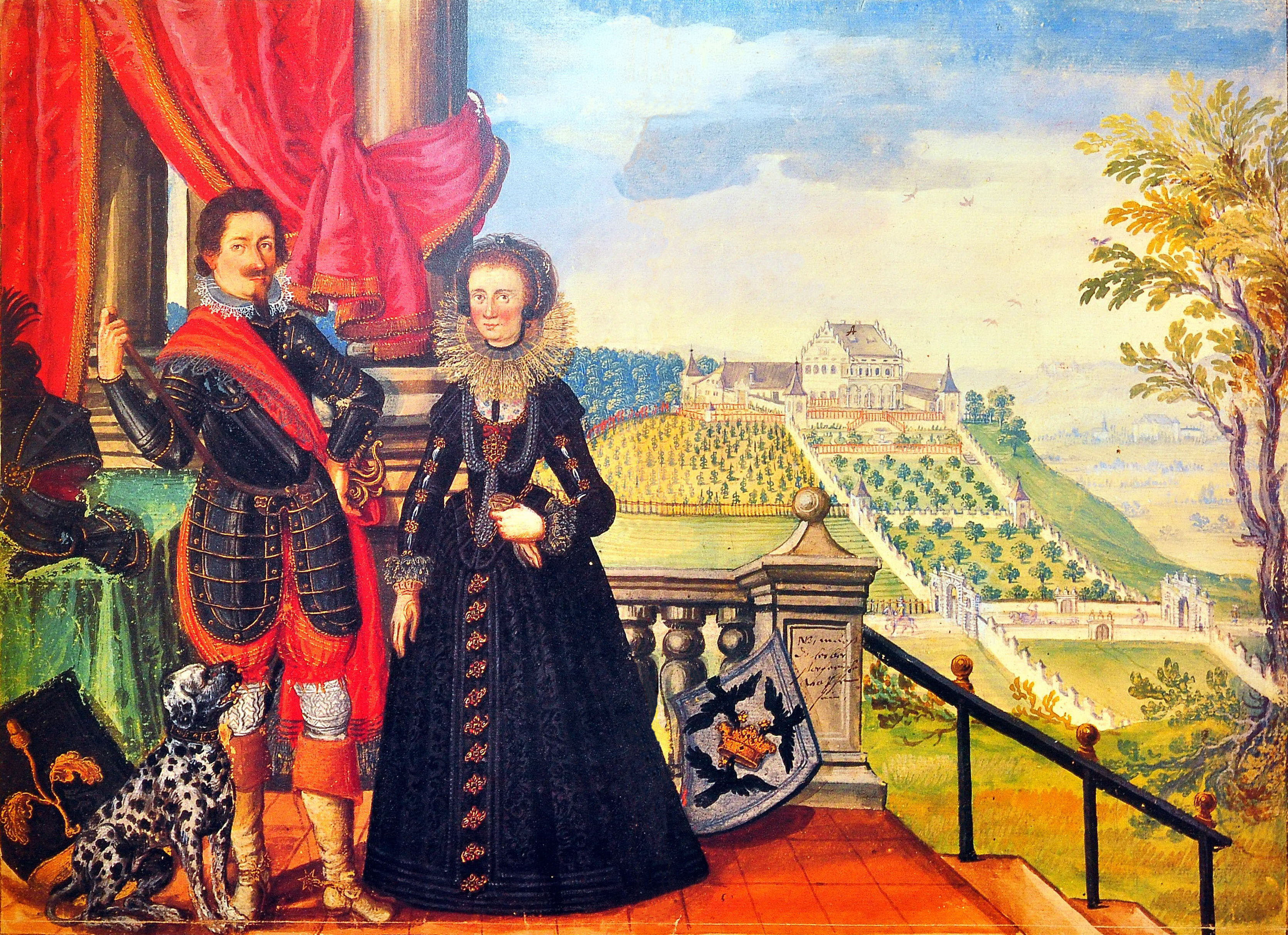
Schloss Annabichl im Jahre 1620 mit Ehepaar Khevenhüller

Der Name leitet sich vom Schloss Annabichl ab, das Georg von Khevenhüller im Jahr 1580 für seine zweite Frau Anna errichten ließ.
Ab dem Jahr 1528 befand sich hier die Klagenfurter Richtstätte (Galgenbichl), diese wurde jedoch später in den Süden Klagenfurts (an die heutige Rosentaler Straße) verlegt.
In Annabichl, am Fuße des Spitalsberges zur Glan hin, gründete Hermann von Spanheim die erste Stadt mit dem Namen Klagenfurt. Da der kleine Markt immer wieder von der Glan überflutet wurde, verlegte  im Jahr 1246 sein Sohn Bernhard von Spanheim Klagenfurt an seinen heutigen Ort.
Die ehemals eigenständige Gemeinde Annabichl wurde am 15. Oktober 1938 zusammen mit einem Teil der Gemeinde Lendorf (die heutige Katastralgemeinde Waltendorf) in die Stadt Klagenfurt eingemeindet.
Der alte slowenische Name für Annabichl ist Gorčica (= kleiner Hügel, Bichl).

### Glanregulierung durch Josef Eckert

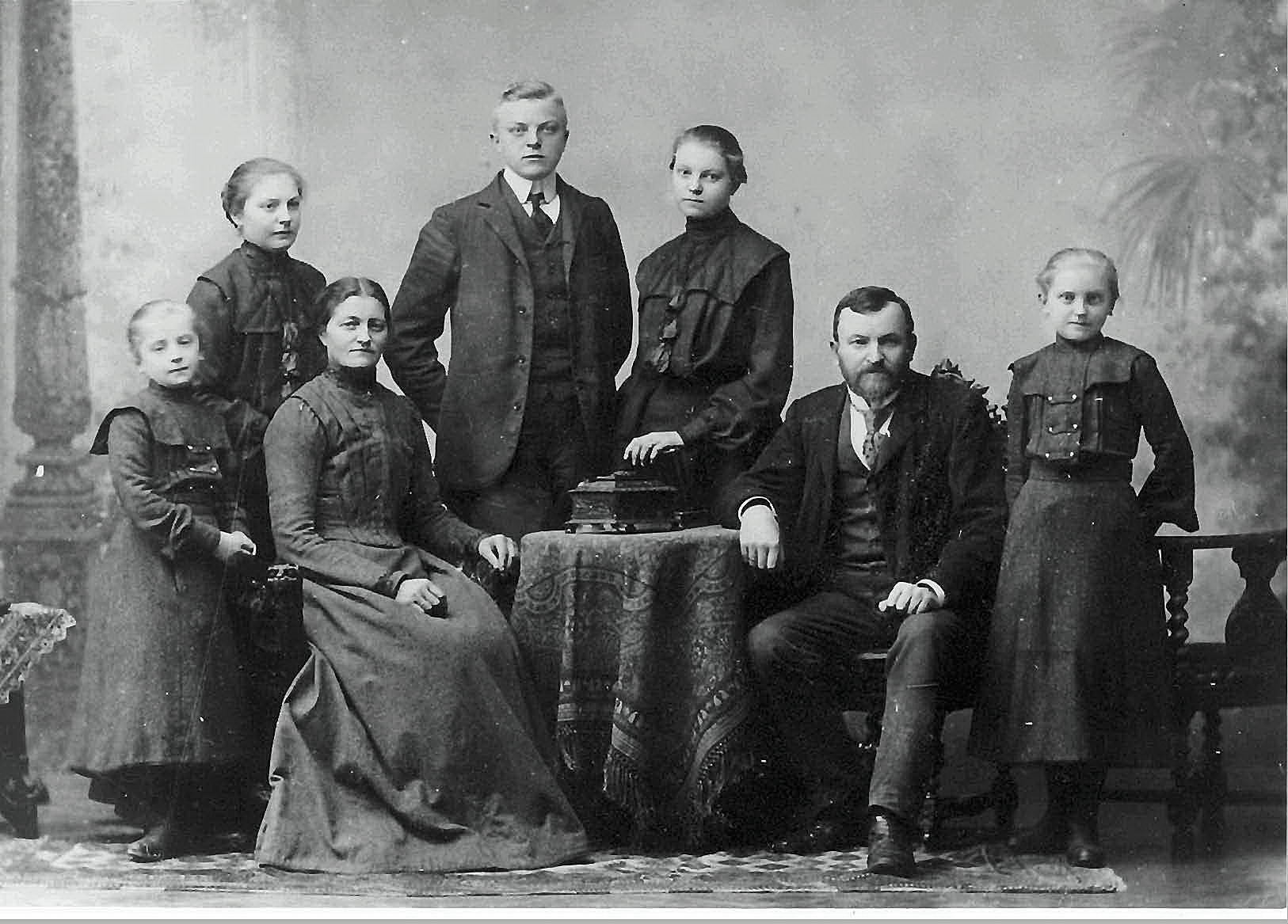
Josef Eckert (zweiter von rechts) mit seiner Familie (Foto um 1900)

Um das Jahr 1900 wurde die durch den Bezirk Annabichl fließende Glan unter der Leitung des Wiesentechnikers Josef Eckert reguliert. Dieser Eingriff in die Natur bedeutet Begradigungen eines mäandernden Flusslaufes sowie die Trockenlegung von Sumpfgebieten und Feuchtwiesen durch Dränage-Maßnahmen im Einzugsgebiet von Fließgewässern. Die stark anwachsende Bevölkerungszahl des 19. Jahrhunderts erforderte diese Maßnahmen zur Vergrößerung der landwirtschaftlichen Anbaugebiete und Ackerflächen.

## Verwaltungsgliederung
Annabichl gliedert sich in drei Katastralgemeinden und in folgende Ortschaften.
- Ehrental:
  - Annabichl, Ehrental, Feschnig, Tessendorf
- Marolla:
  - Atschalas, Drasendorf, Gorintschach, Judendorf, Marienhof, Marolla, Nessendorf, St. Georgen am Sandhof, Steinbeis, Terndorf
- Waltendorf:
  - Waltendorf, Winklern

## Freizeit und Muße

### Wanderwege
In Annabichl nimmt der Kärntner Mariazellerweg seinen Ausgang. Auf ihm kann in ca. 20 Tagen über Griffen, Eibiswald und Graz nach Mariazell gewandert werden.

#### Maria Saaler Berg
Ein Wallfahrtsweg führt von Terndorf über Marolla entlang der Westflanke des Maria Saaler Berges zum Dom von Maria Saal. Besonders im Marienmonat Mai wird der Waldweg von gläubigen Pilgern in Andacht beschritten. Dabei werden Rosenkränze gebetet und an den zahlreichen Votivbildern an Bäumen Halt gemacht, um sich der Marienverehrung hinzugeben.

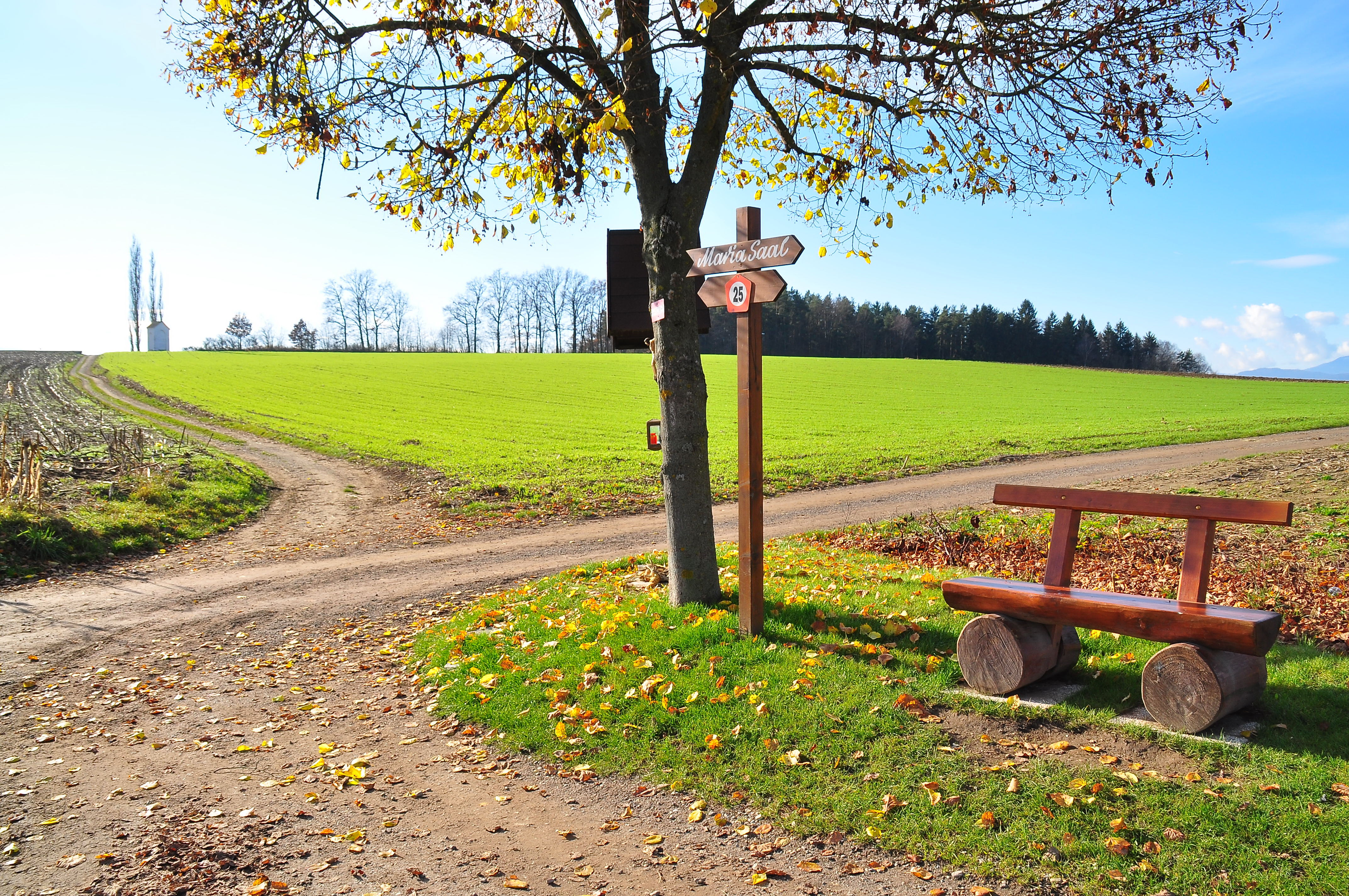
Maria Saaler Wanderweg in Marolla, Kreuzung Schumystraße

#### Falkenberg, Trettnig, Waltendorf, Winklern
Zwischen dem Falkenberg, Trettnig und Waltendorf gibt es gut beschilderte Pfade durch Mischwälder, Fluren und Feuchtgebiete.

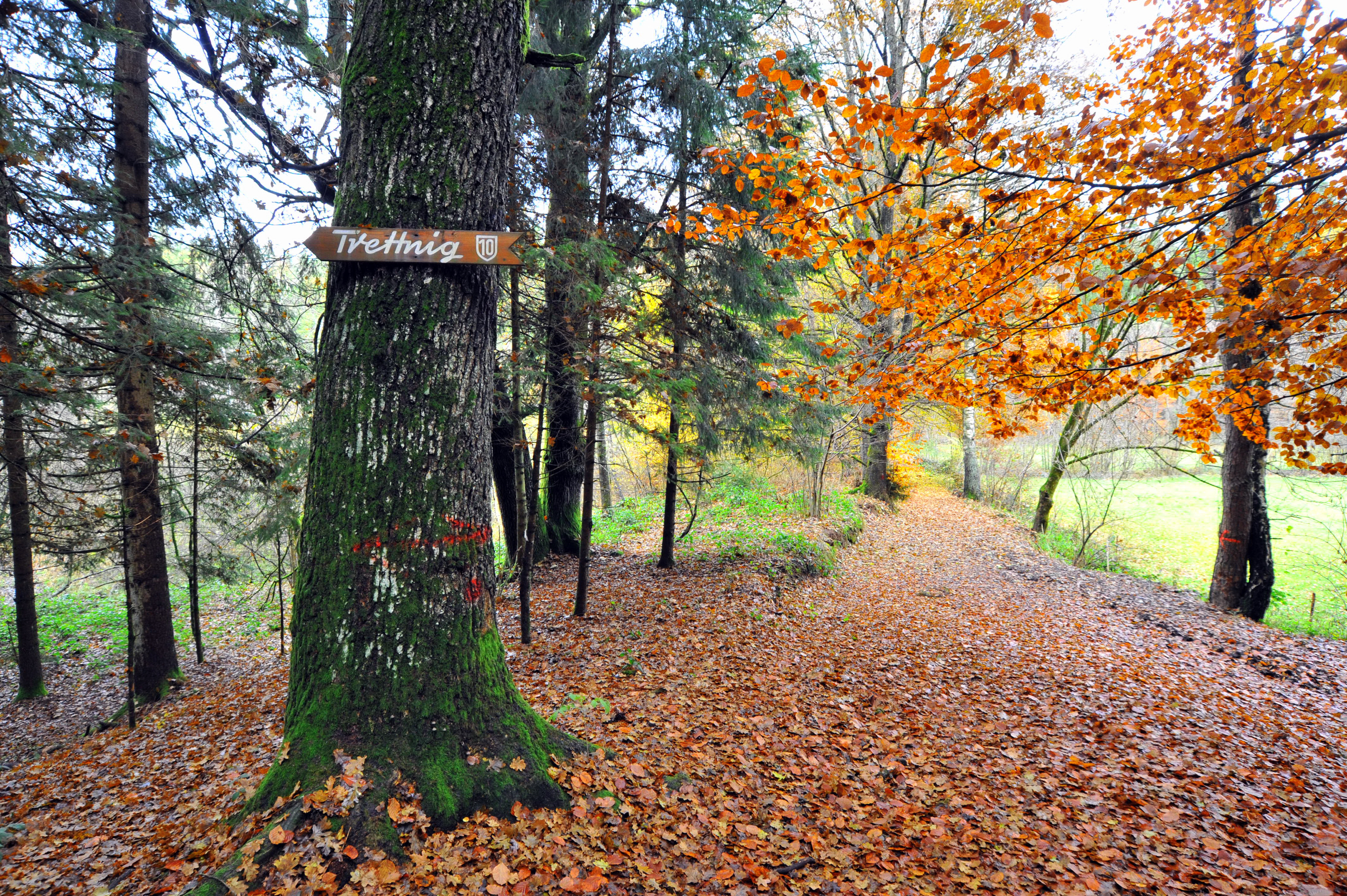
Vom Schloss Falkenberg nach Trettnig

### Glanpark der Landeshauptstadt Klagenfurt
Der Park wird im Süden von der Glan, im Westen vom LKH-Parkplatz an der Grete-Bittner-Straße und im Norden von der Feschnigstraße begrenzt. Der durch den Grünbereich führende Radweg entlang des Glan-Flusses wird von Parkbänken gesäumt, Holzliegen sorgen für den Freizeit-Charakter der Anlage. Ein Inschriftstein zu Ehren des Namensgebers für das anliegende Fließgewässer findet sich in der Mitte der Grünflächen. Holzspielgeräte motivieren Kinder zum Bleiben.
Der Glanpark wurde in den Jahren 2005 und 2006 von der Landeshauptstadt Klagenfurt unter Mitwirkung des LKH Klagenfurt und der Landeskrankenanstalten-Betriebsgesellschaft (KABEG) errichtet. Die laufende Pflege und Erhaltung wird von der Landeshauptstadt Klagenfurt, Abteilung Stadtgarten, wahrgenommen.
Auf der Grundlage des Kärntner Landes-Sicherheitspolizeigesetzes (LGBl. 74/1977 idgF) hat der Gemeinderat der Landeshauptstadt Klagenfurt den Glanpark zur Hundeverbotszone erklärt. In die Hundeverbotszone dürfen Hunde nicht mitgenommen werden. Hunde dürfen in die Hundeverbotszone nicht hineinlaufen. Bei Übertretungen ist der Hundehalter von der Bezirksverwaltungsbehörde mit einer Geldstrafe bis zu € 2.500, im Wiederholungsfall bis zu € 5.000 zu bestrafen.
Eine Hundefreilaufzone befindet sich 300 Meter westlich des Glanparks zwischen Grete-Bittner-Straße und Glan in der Grünanlage unmittelbar westlich der Rot-Kreuz-Zentrale.

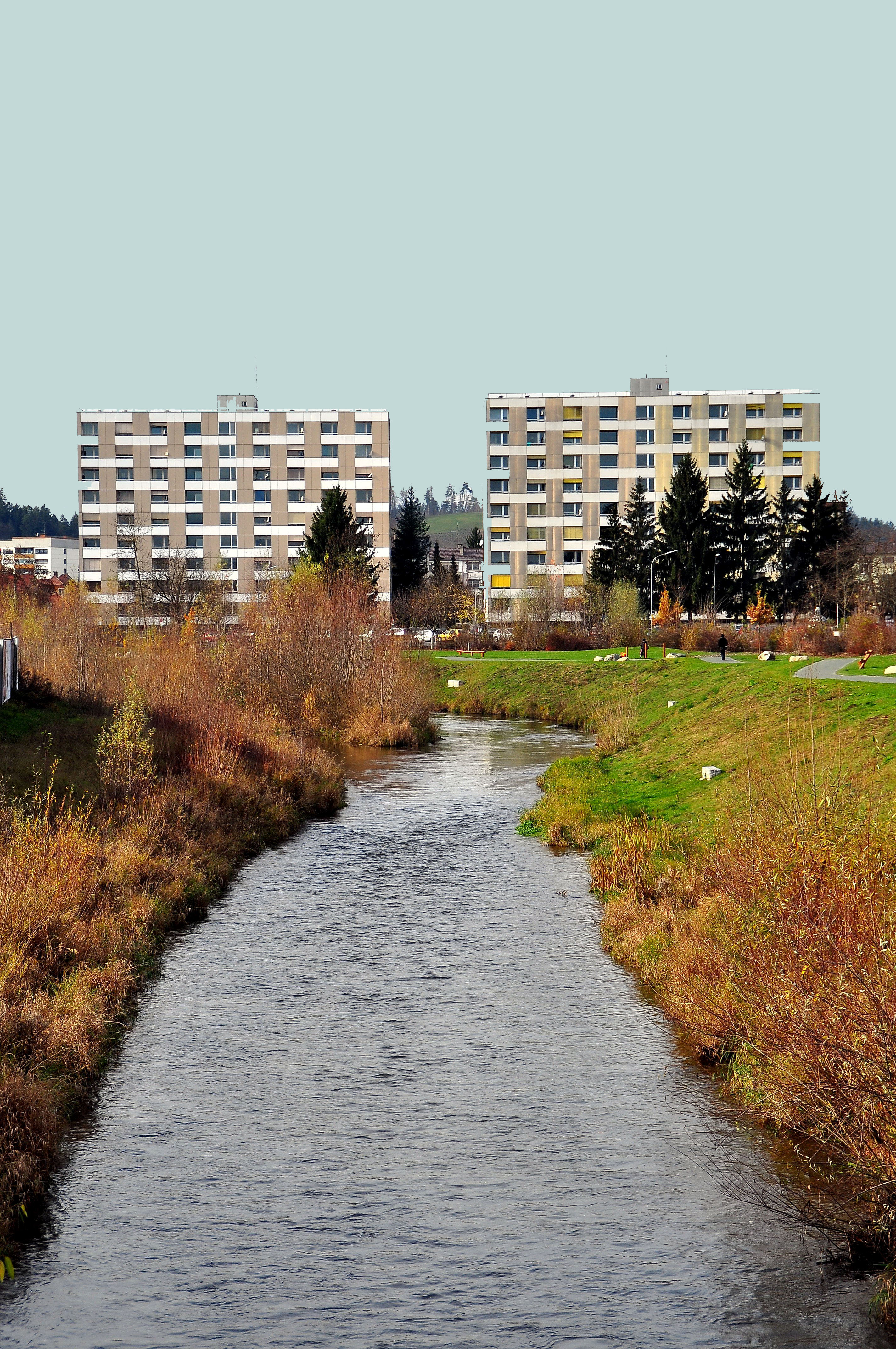
Glan im neuen Flussbett
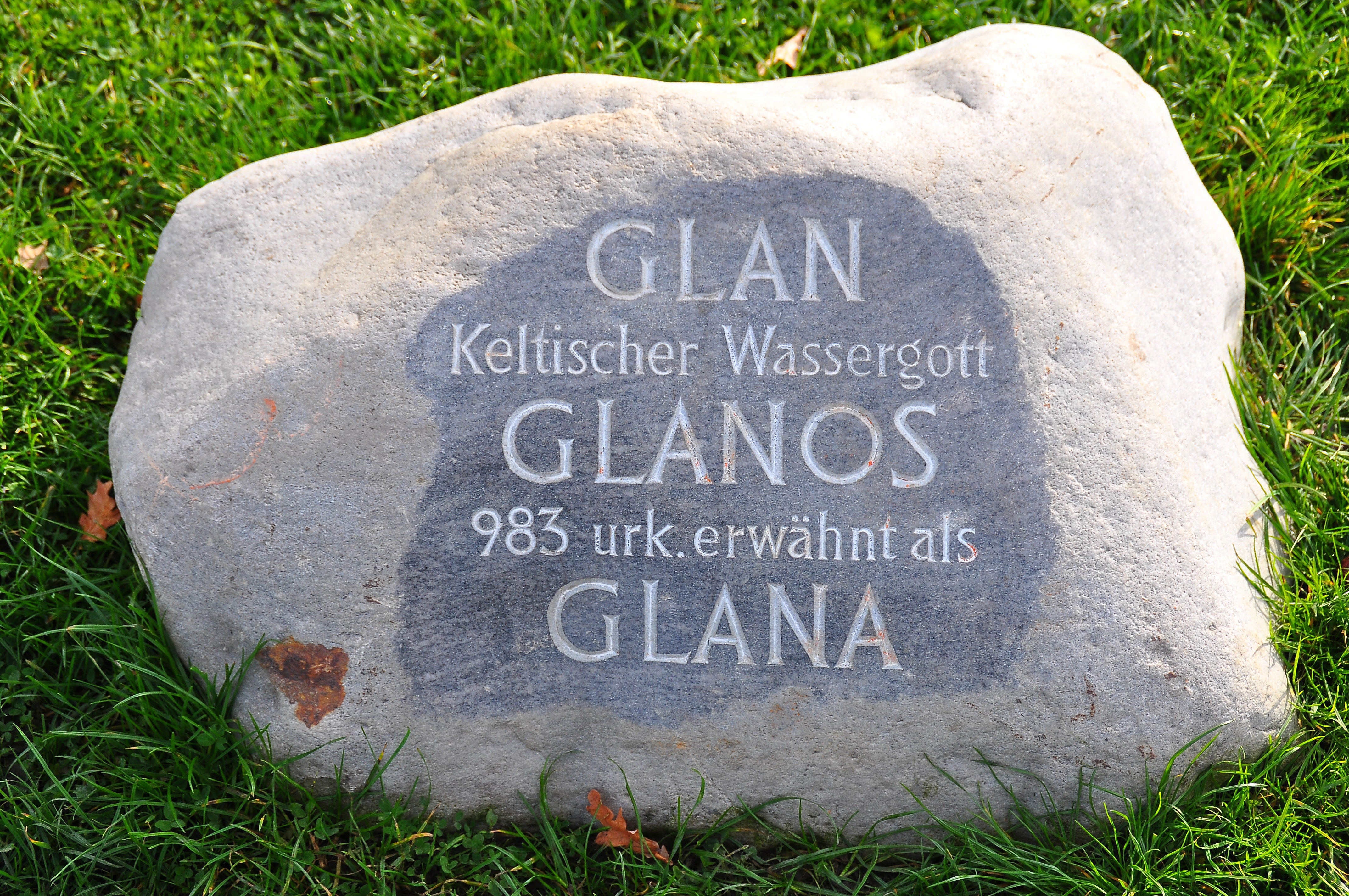
Inschriftstein zu Ehren des keltischen Gottes „Glanos“

## Pfarren und Kirchen

### Katholische Kirche
Der Bezirk wird in zwei katholischen Pfarren unterteilt:

#### Pfarre Annabichl
- Pfarrkirche Klagenfurt-Annabichl Zum Kostbaren Blut
- Kirche von Tessendorf

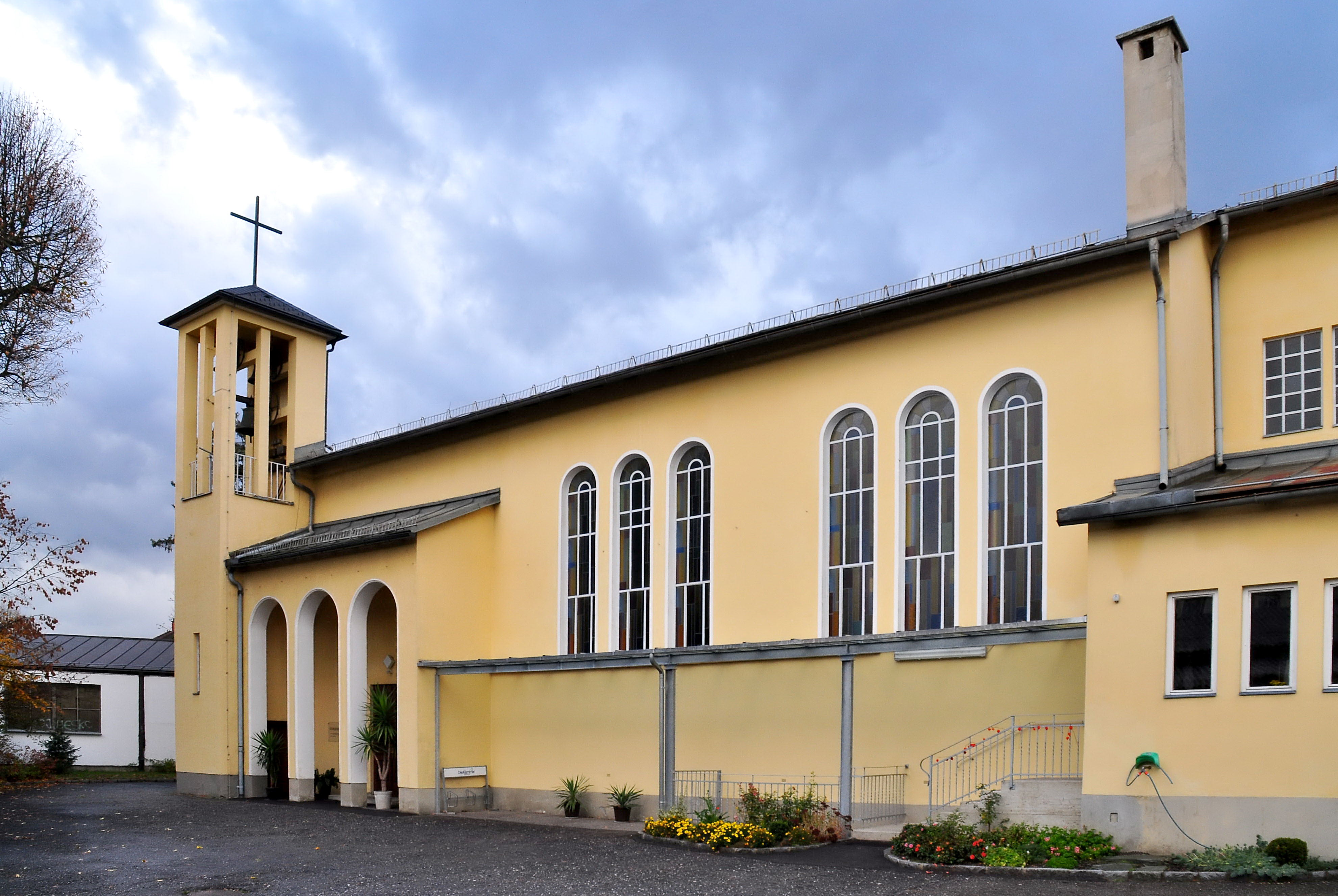
Pfarrkirche zum „Kostbaren Blut“ in der Thomas-Schmid-Straße
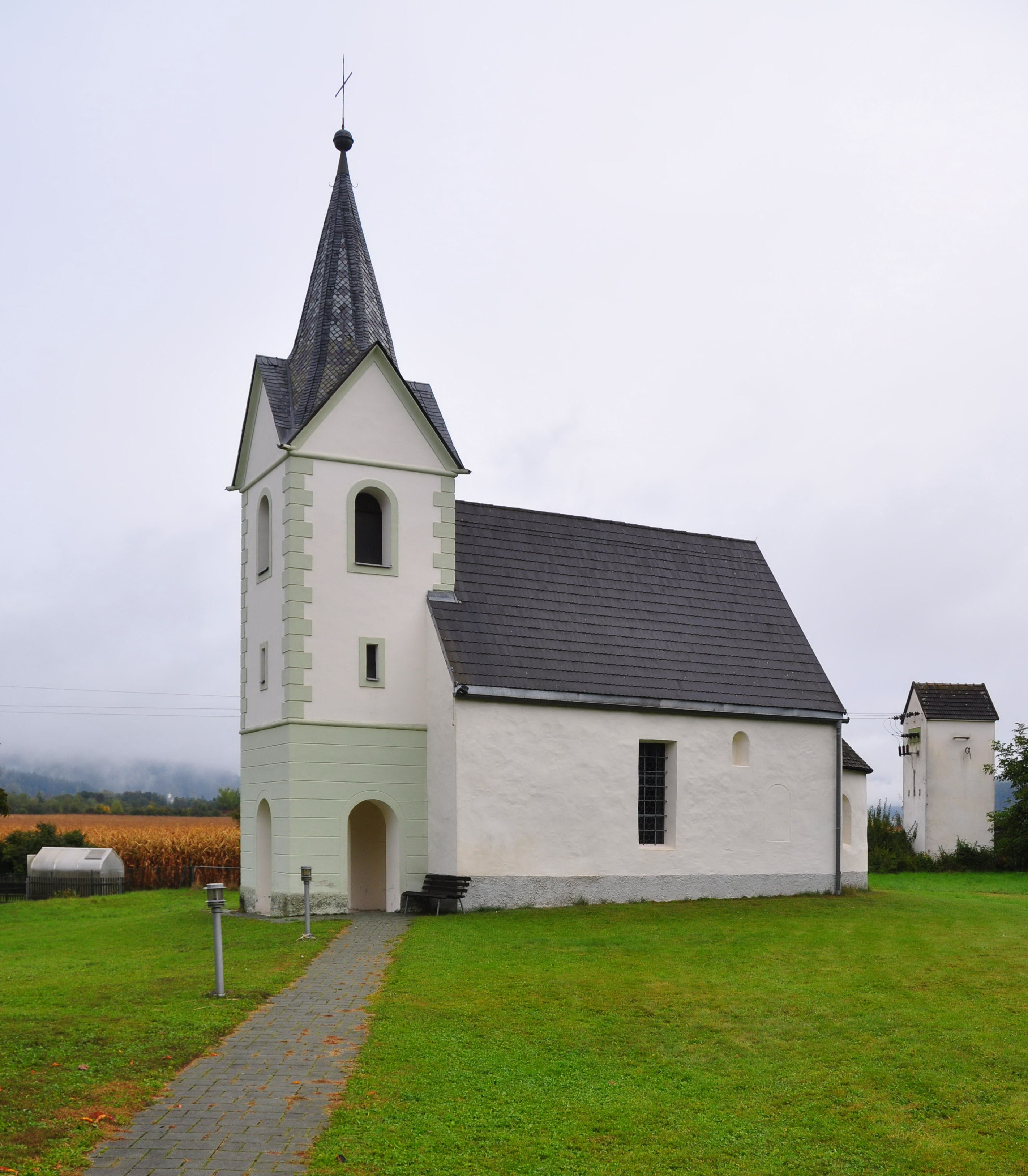
Filialkirche „Heiliger Bartholomäus“ in Tessendorf

#### Pfarre St. Georgen am Sandhof
- Pfarrkirche St. Georgen
- Kirche St. Ulrich in Krastowitz

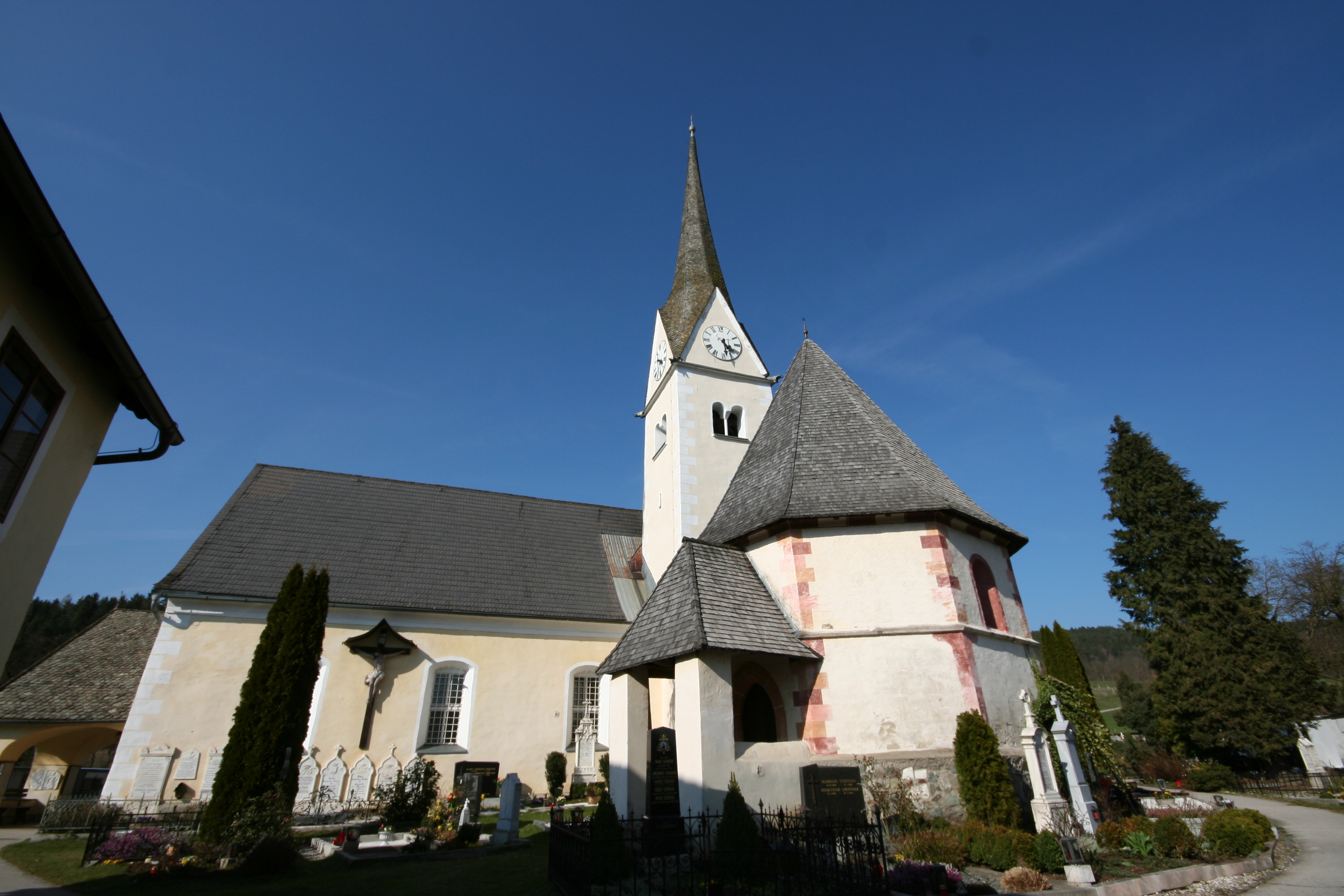
Pfarrkirche Sankt Georgen am Sandhof

### Neuapostolische Kirche
Im Bezirk befindet sich auch eine Gemeinde der Neuapostolischen Kirche.

## Bauwerke und Sehenswürdigkeiten

### Schleppe-Brauerei und Felsenkeller
In der Schleppe-Brauerei wird seit über 400 Jahren Bier gebraut. Die historischen Gebäude stammen aus dem Jahr 1827.

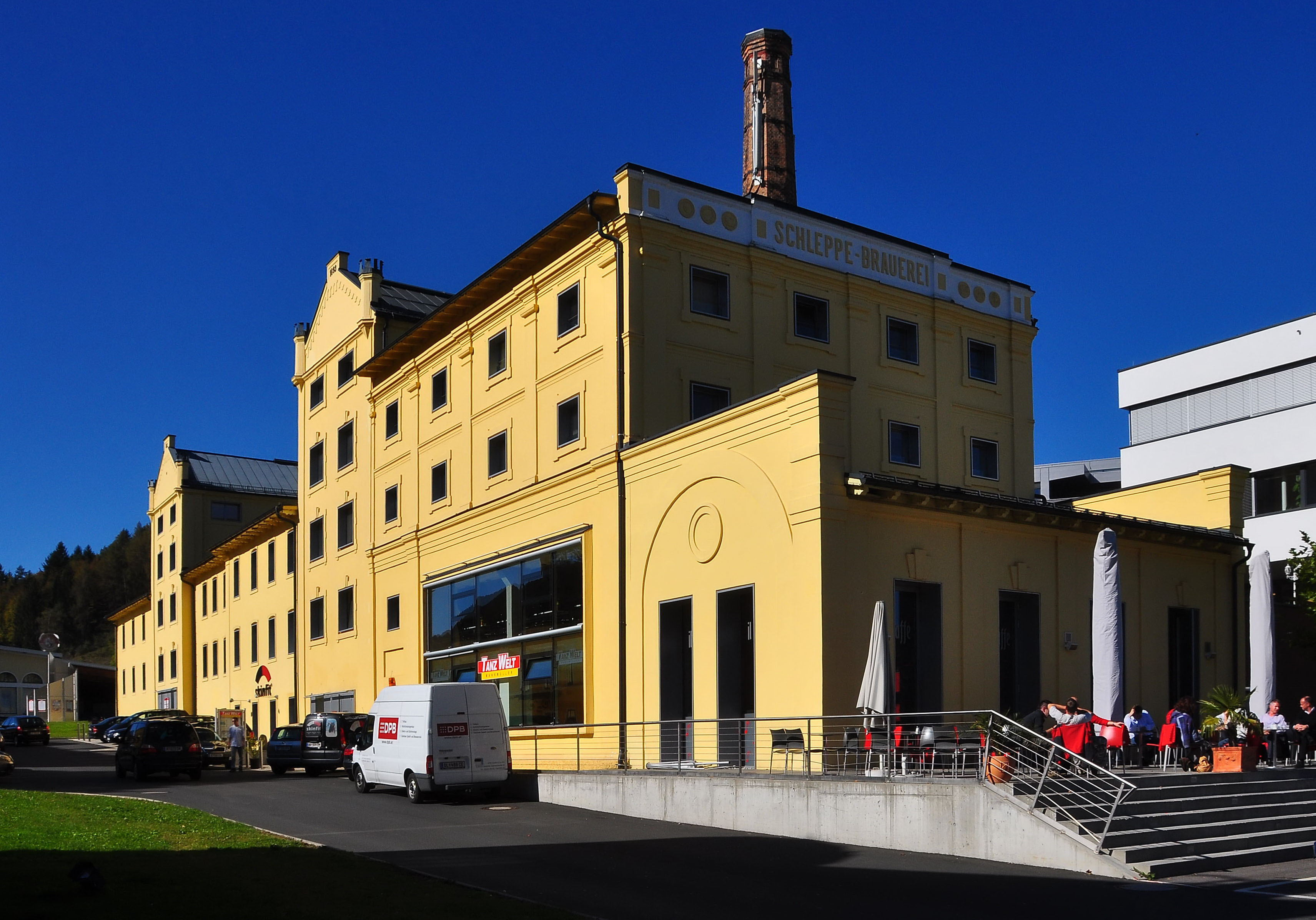
Schleppe Brauerei
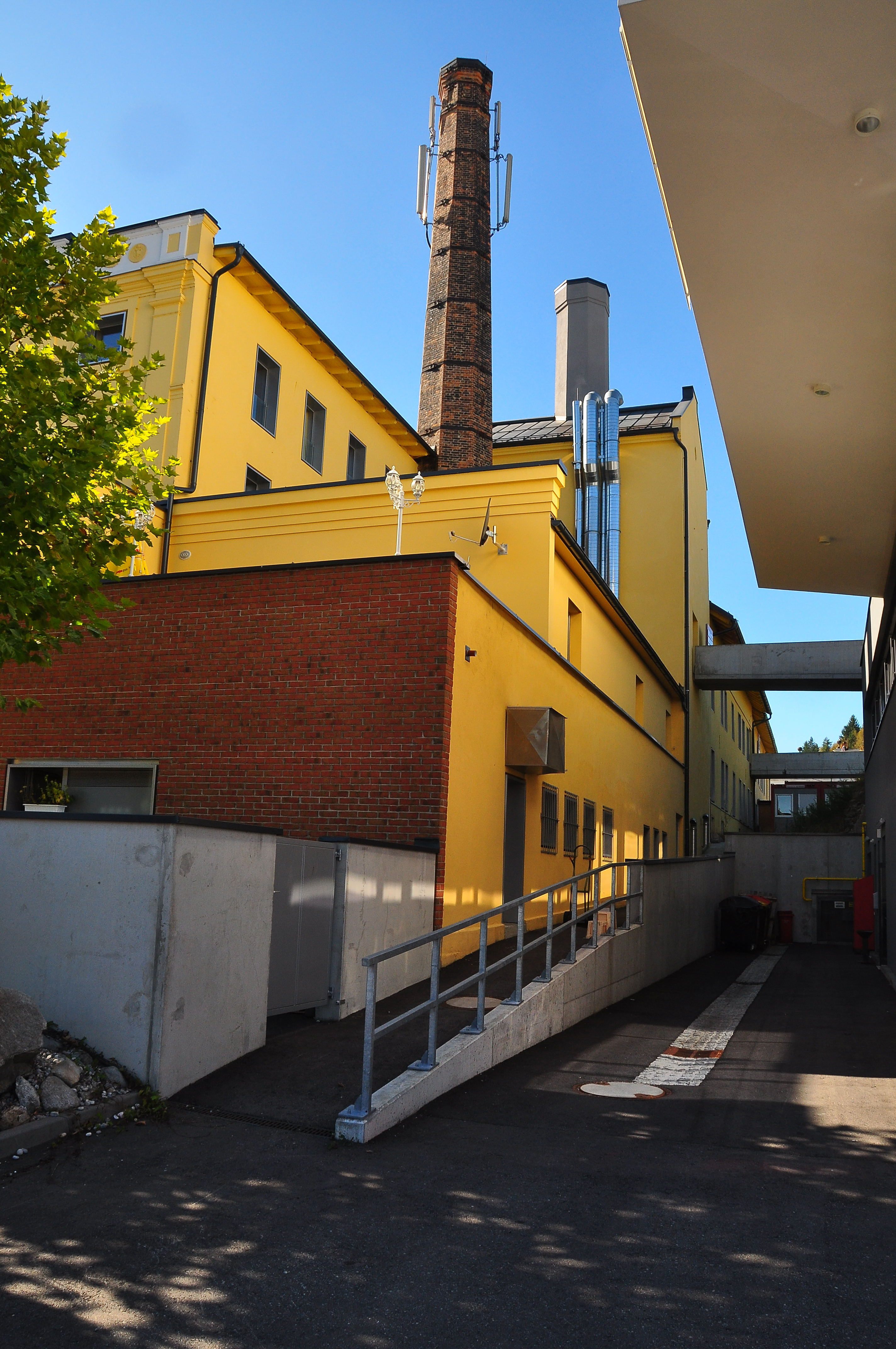
Schleppe Brauerei, Detail
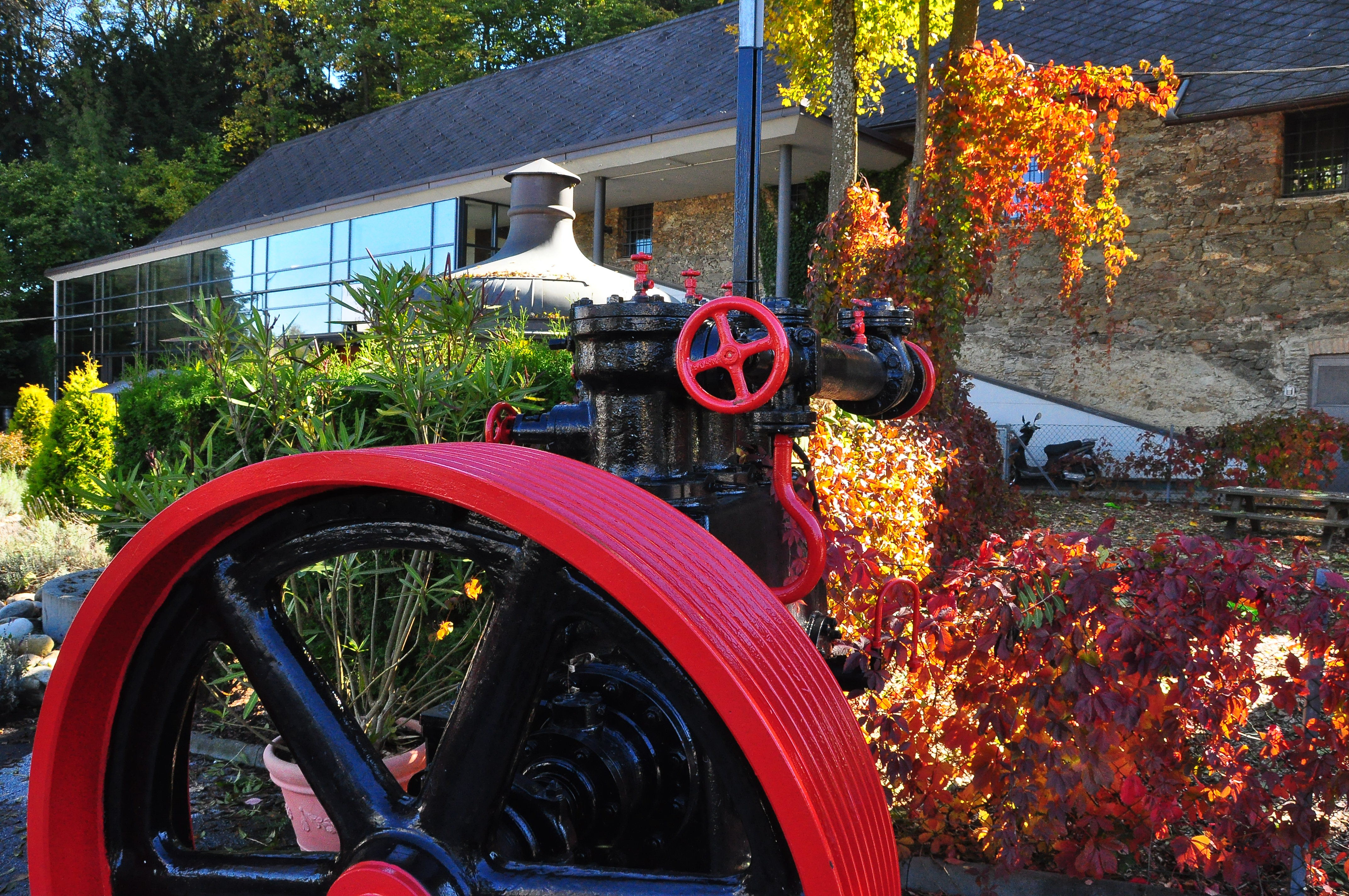
Gasthaus Felsenkeller

### Khevenhüllerkaserne und Soldatenwohnhäuser
Mit dem Bau der Kaserne wurde 1938 begonnen. Die Gebäude sind im oberbayrischen Stil mit ausladendem Dachgebälk, Bruchsteinmauerwerk und Schindeldächern versehen. Gleichzeitig mit der Kaserne wurde zur Wohnversorgung der Offiziere die Koglstraßensiedlung errichtet. Sie befindet sich heute in privaten Händen. Vermutlich durch Brandstiftung wurde 1943 die Turnhalle der Kaserne völlig zerstört. An ihrer Stelle wurde von April 1966 bis Oktober 1968 die Soldatenkirche gebaut.

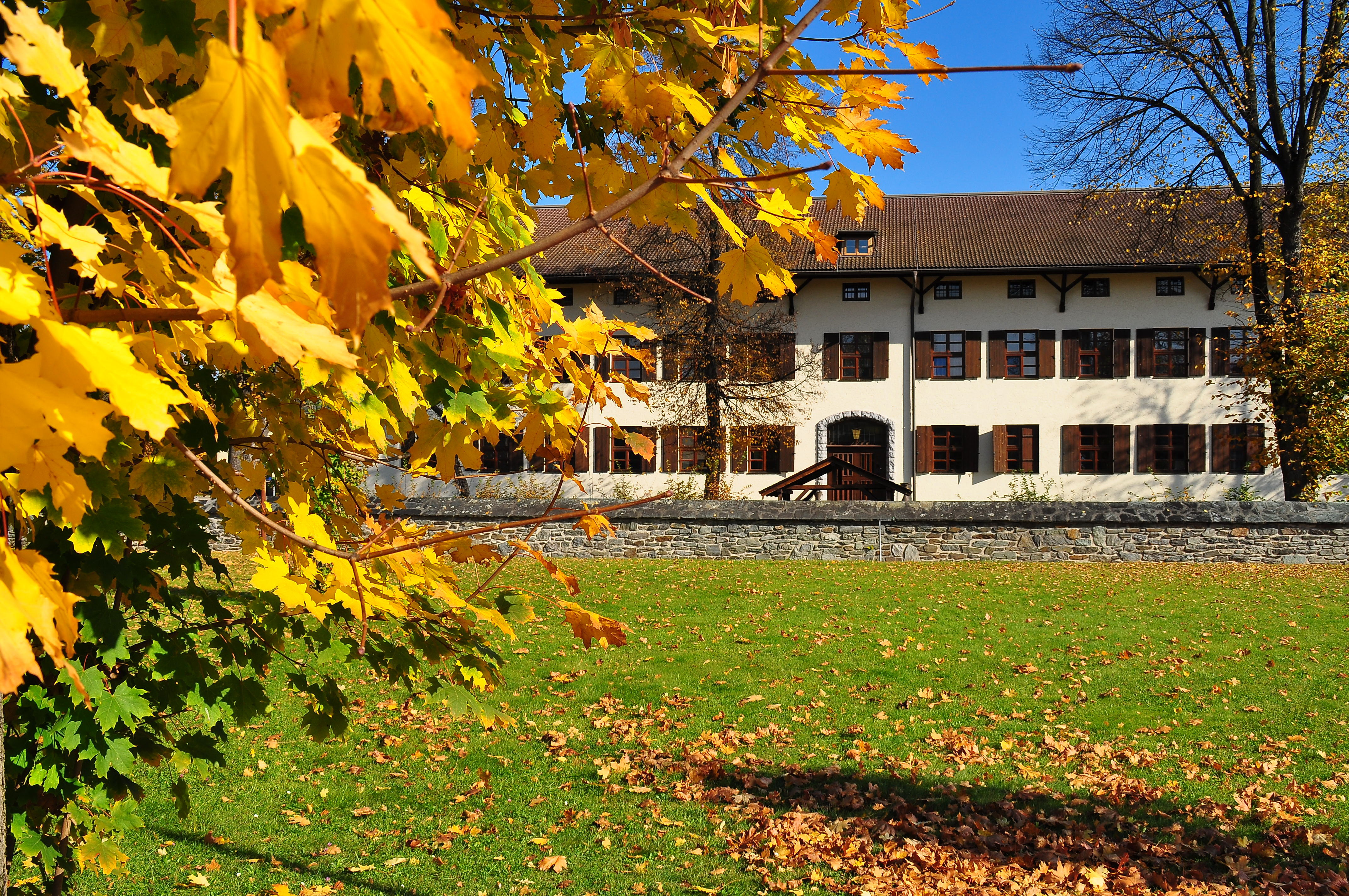
Soldaten-Unterkunftsgebäude
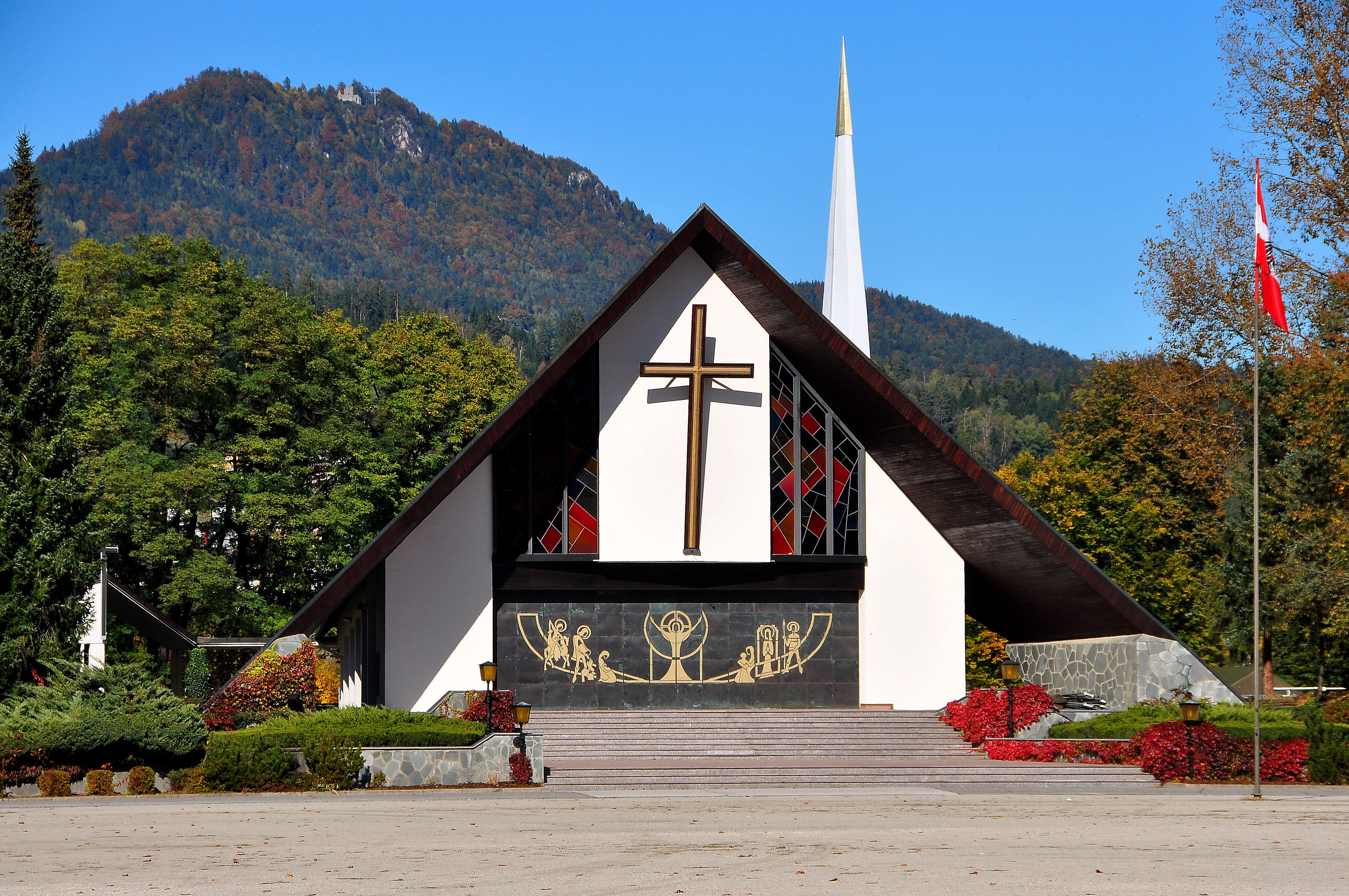
Soldatenkirche in Lendorf
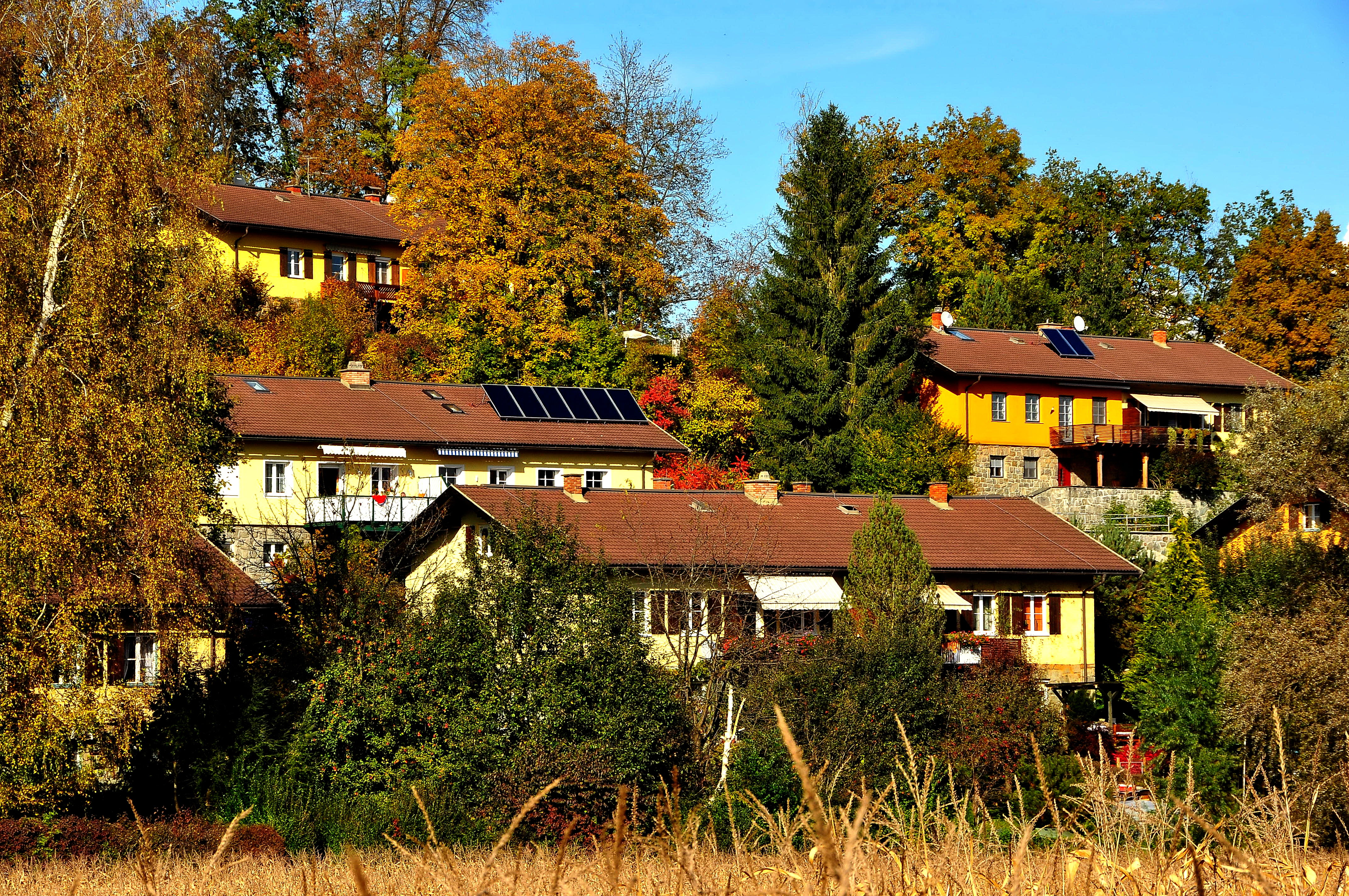
Soldaten-Wohnsiedlung in Waltendorf

### Ingeborg Bachmann-Geburtshaus
Ingeborg Bachmanns Geburtshaus steht in der Durchlaßstraße Nr. 35. Das schlichte vorstädtische Wohnhaus mit Holzbalkon wurde Ende des 19. Jahrhunderts errichtet und in seiner Erscheinungsform bis zum heutigen Tage verändert. Erwähnung findet es in Bachmanns Erzählband „Das dreißigste Jahr“.

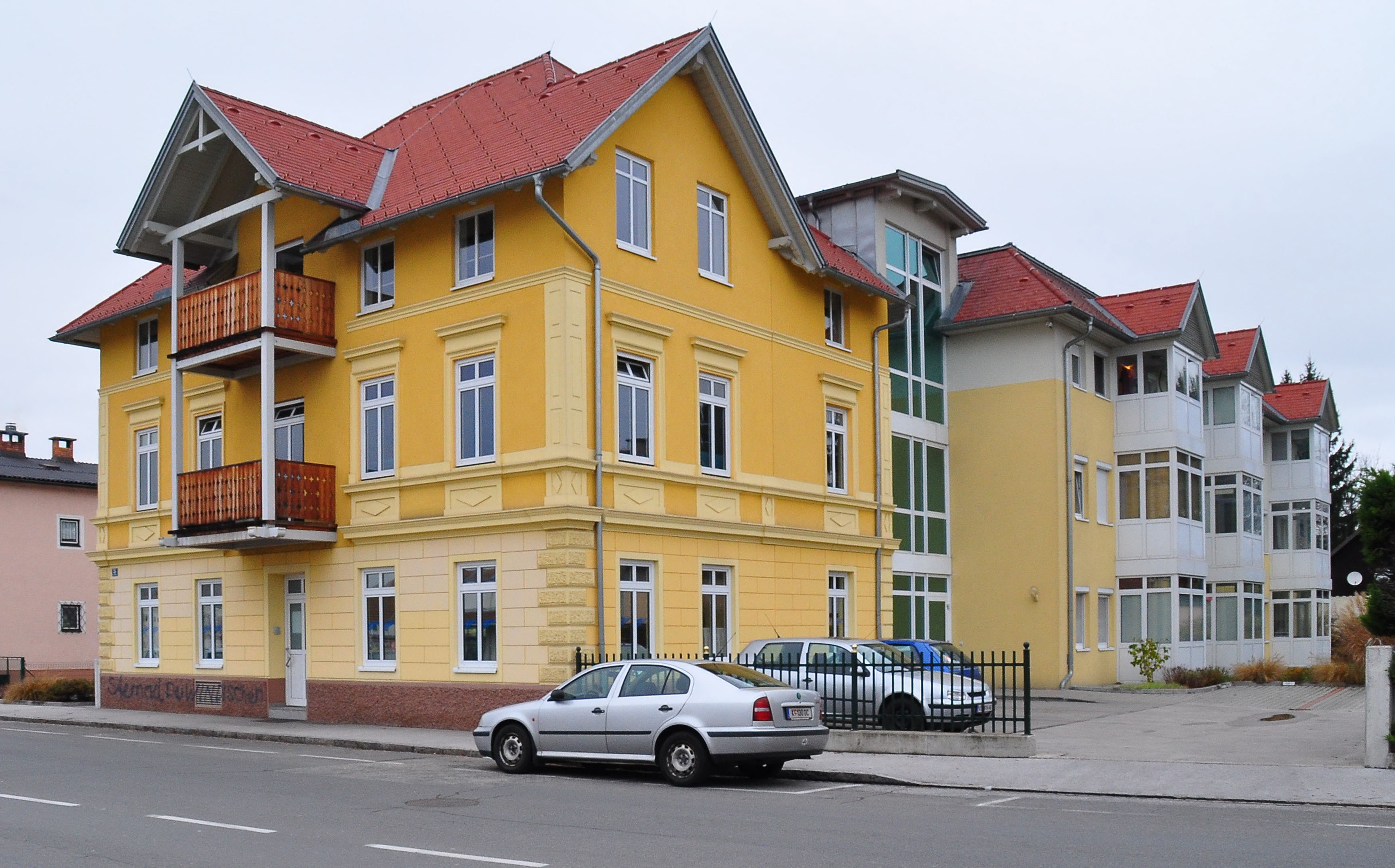
Ingeborg Bachmanns Geburtshaus (Durchlaßstraße 35)

### Gotischer Mauerspeicher in Tessendorf
Dieses für das Stadtgebiet von Klagenfurt sehr seltene Beispiel befindet sich in der Tessendorfer Straße 124 und die Errichtung wird mit spätes 15./frühes 16. Jahrhundert angegeben. Dieser alte „Schüttkasten“ erhielt im 18./19. Jahrhundert einen nordöstlichen Anbau. Das Bauwerk ist aus einem Edlingerhof hervorgegangen. Im nordwestlichen Innenraum findet sich ein Kreuzgratgewölbe mit aufgeputzten Graten. Im Jahr 1998 erfolgte eine Restaurierung.

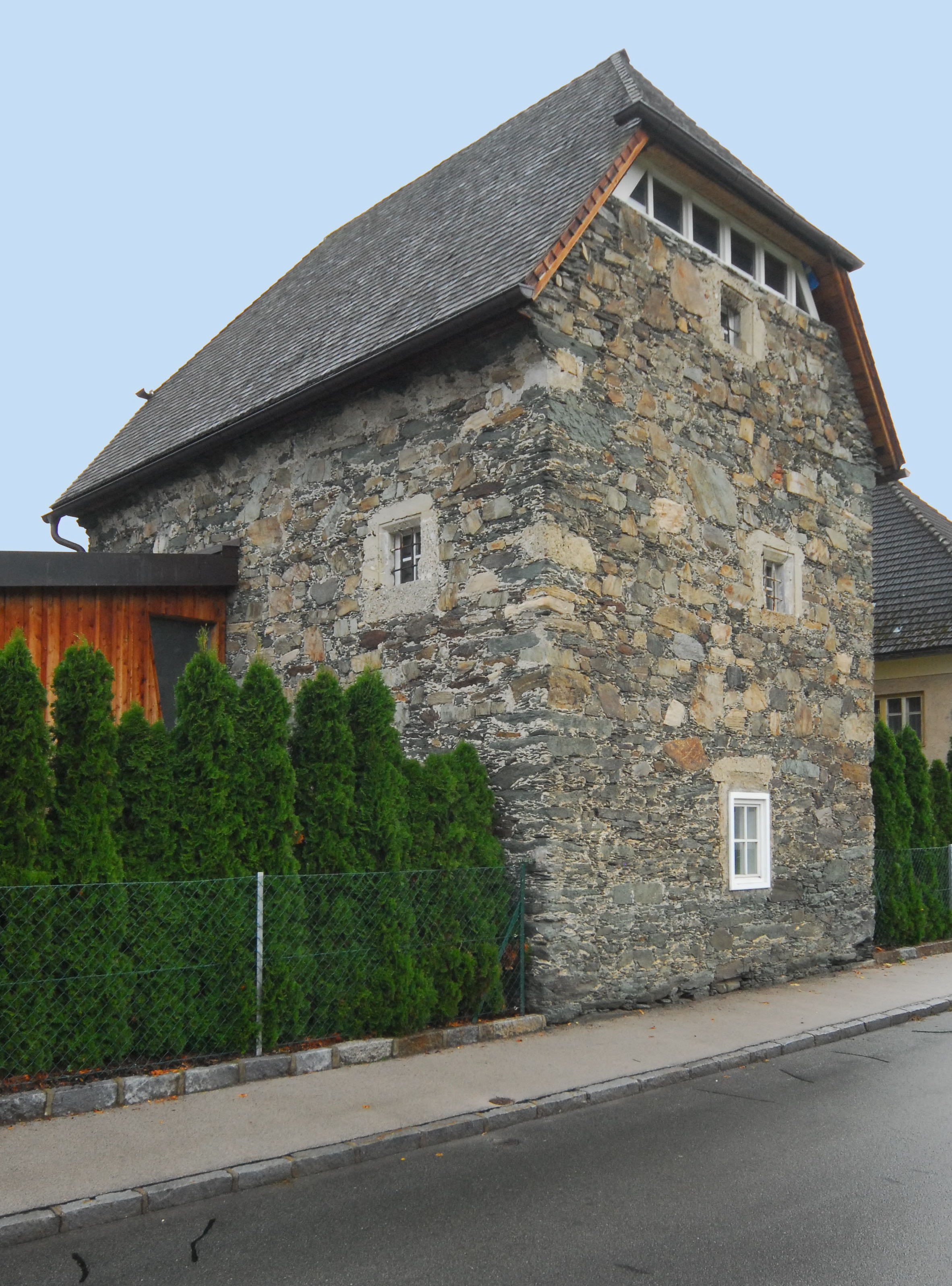
Gotischer Mauerspeicher in Tessendorf
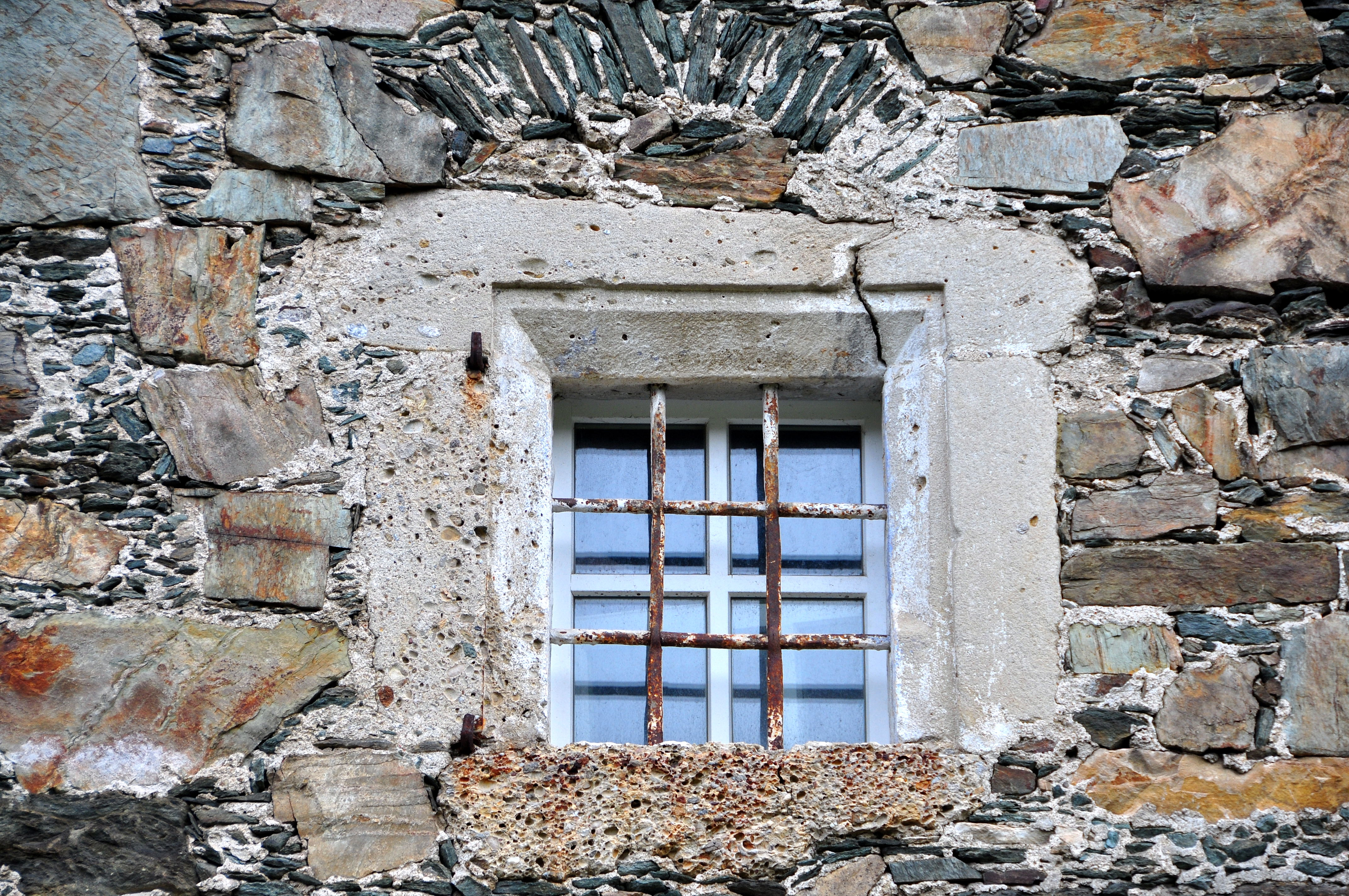
Südfenster im gotischen Mauerspeicher im Ortsteil Tessendorf

### Schlösser

#### Schloss Krastowitz

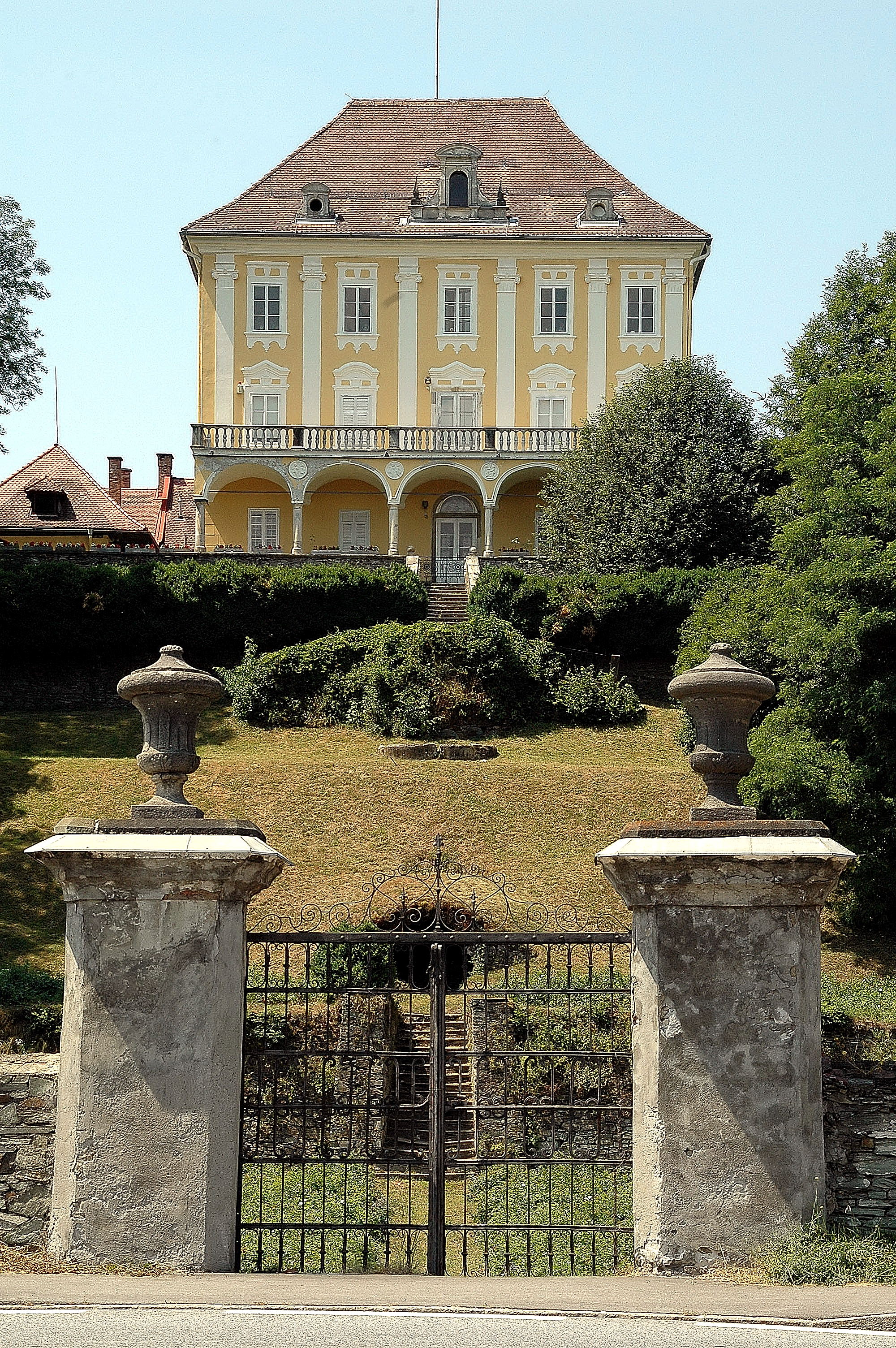
Schloss Annabichl
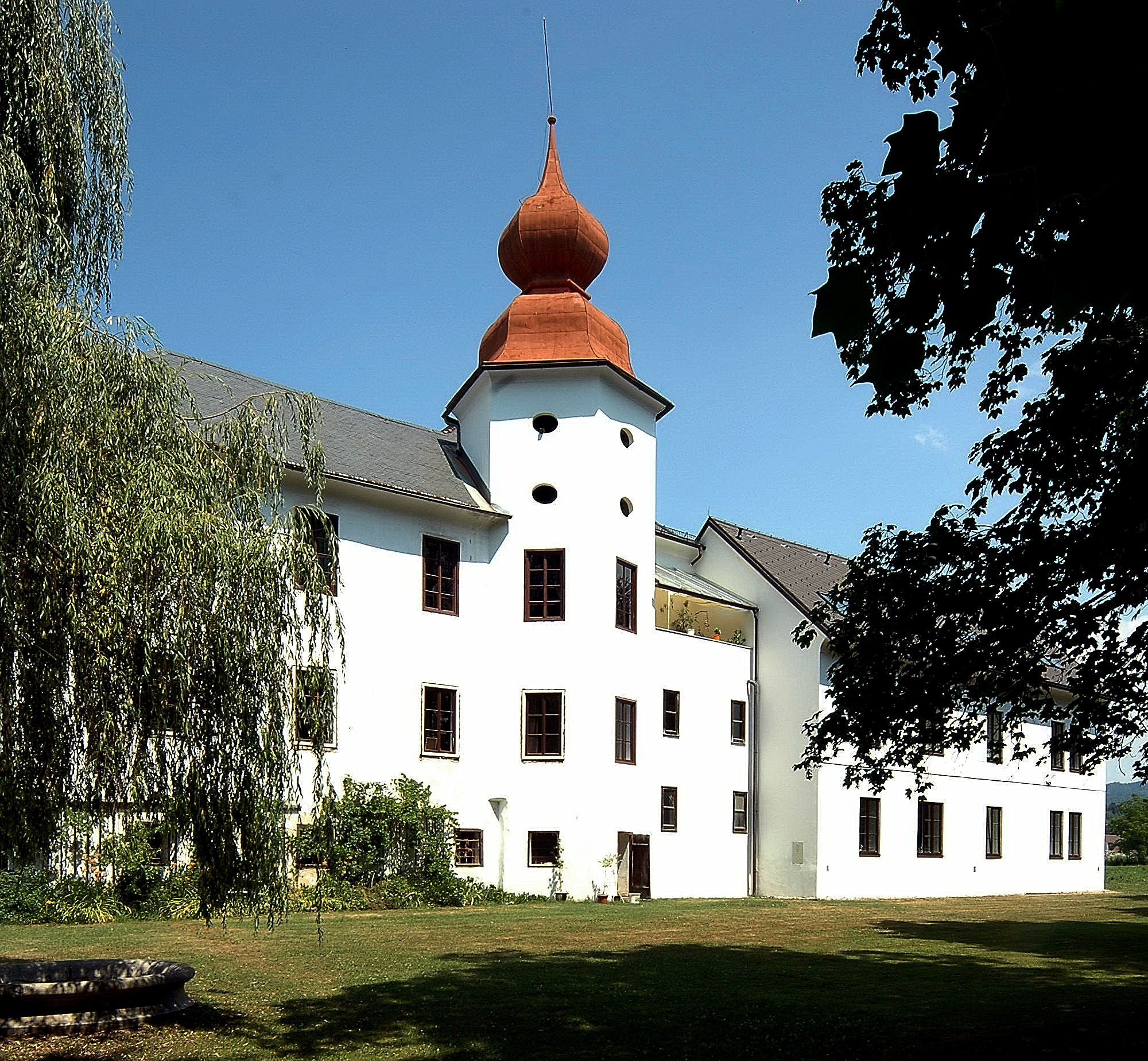
Schloss Ehrenhausen
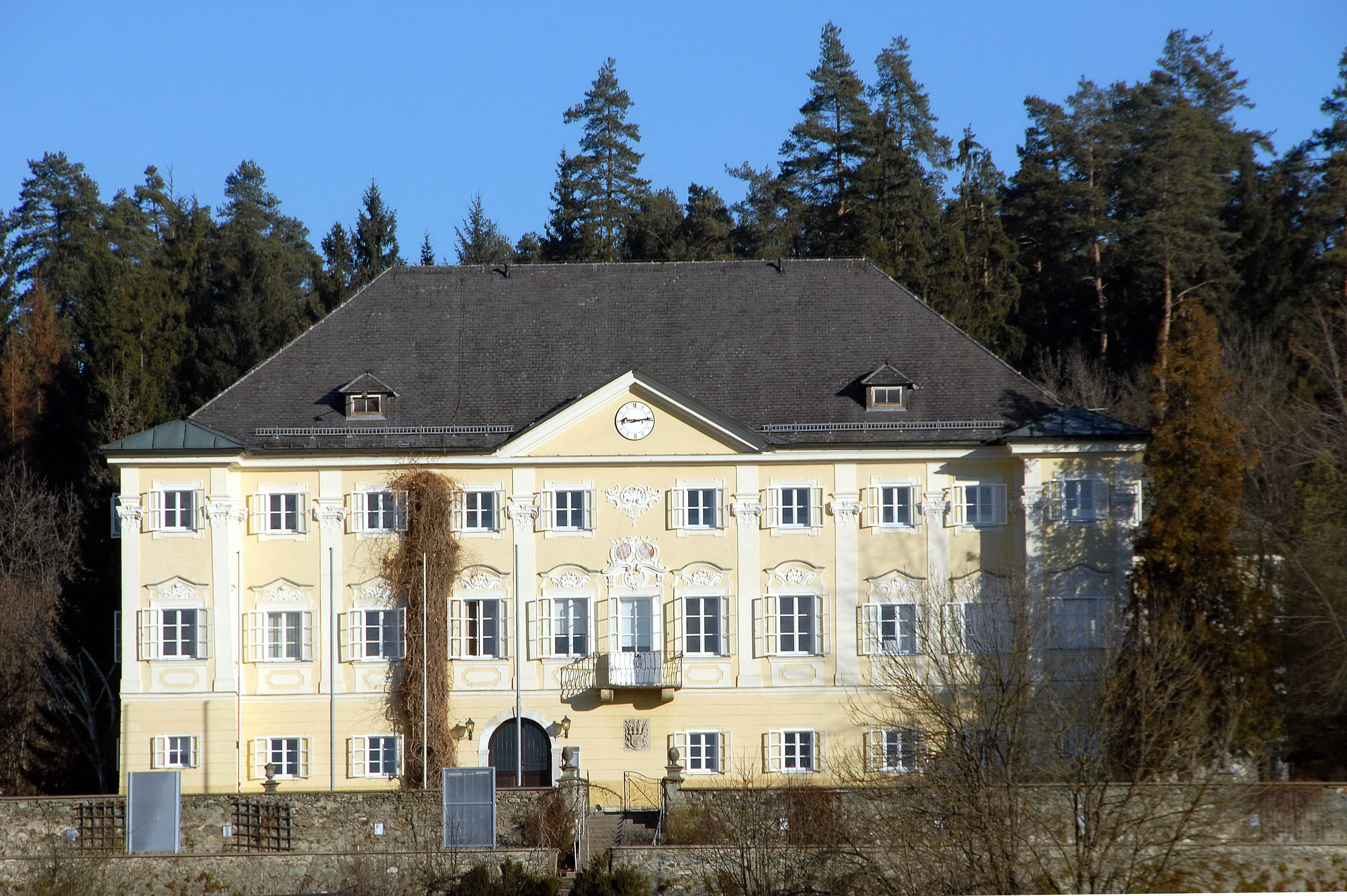
Schloss Ehrental
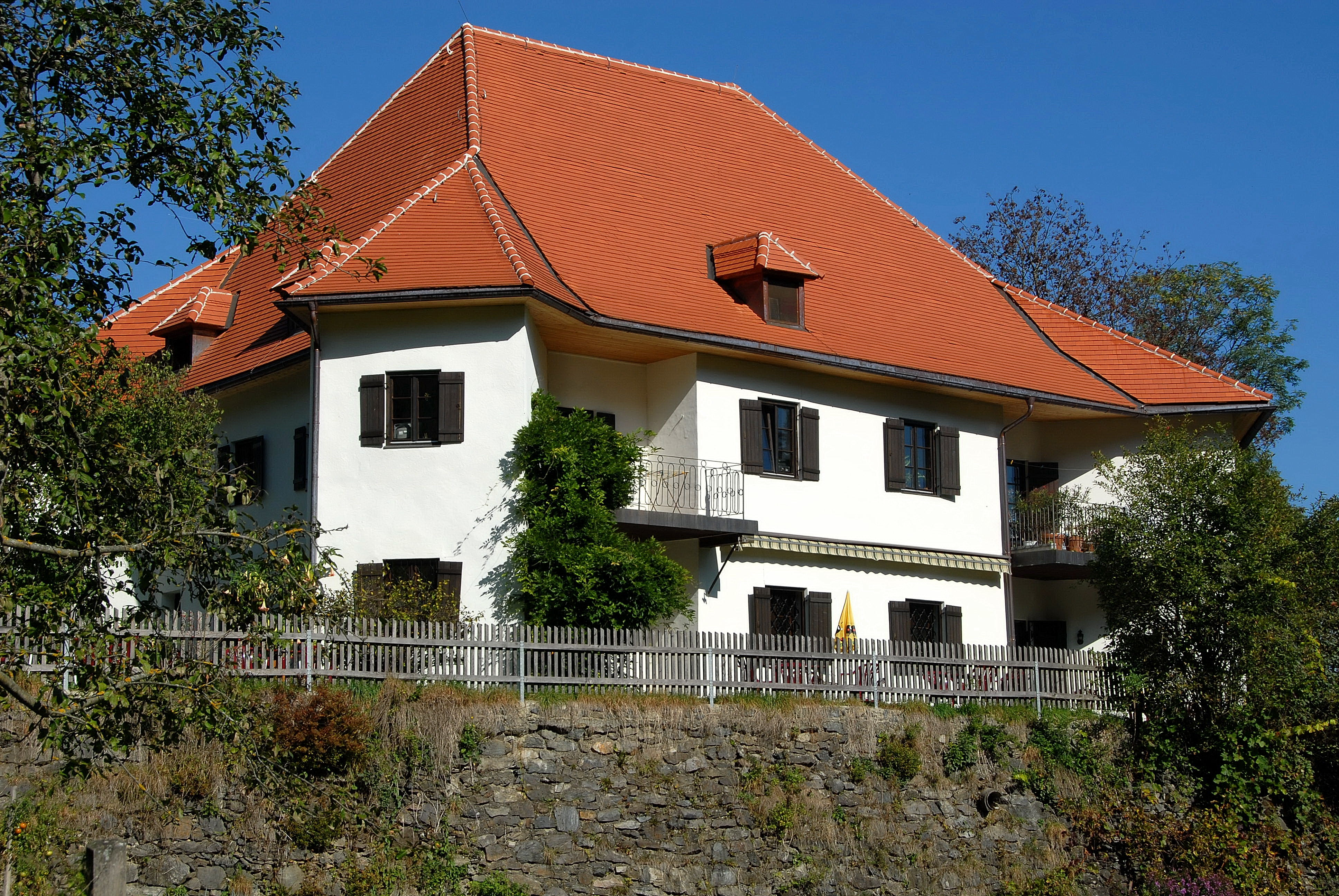
Schloss Falkenberg
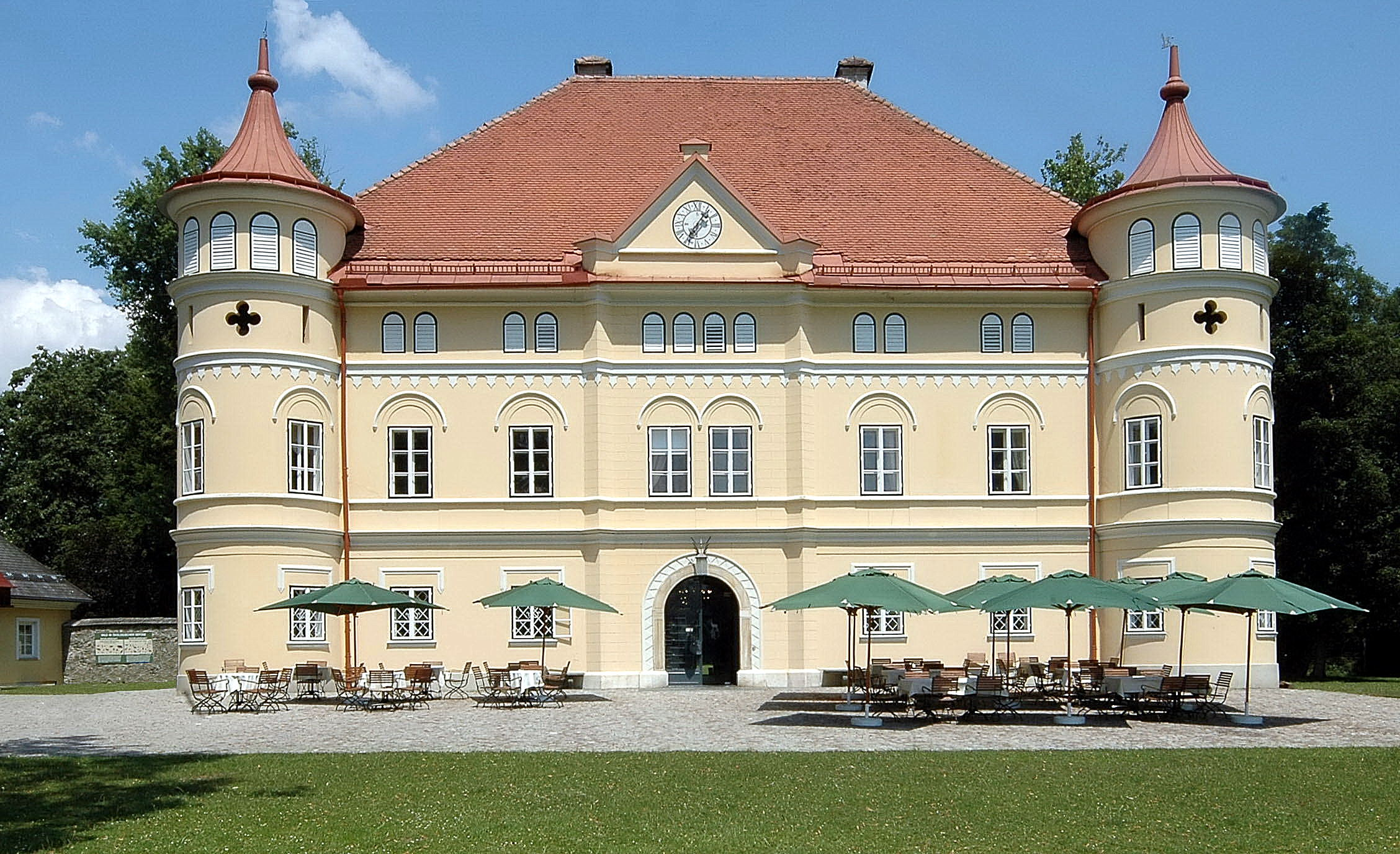
Schloss Mageregg
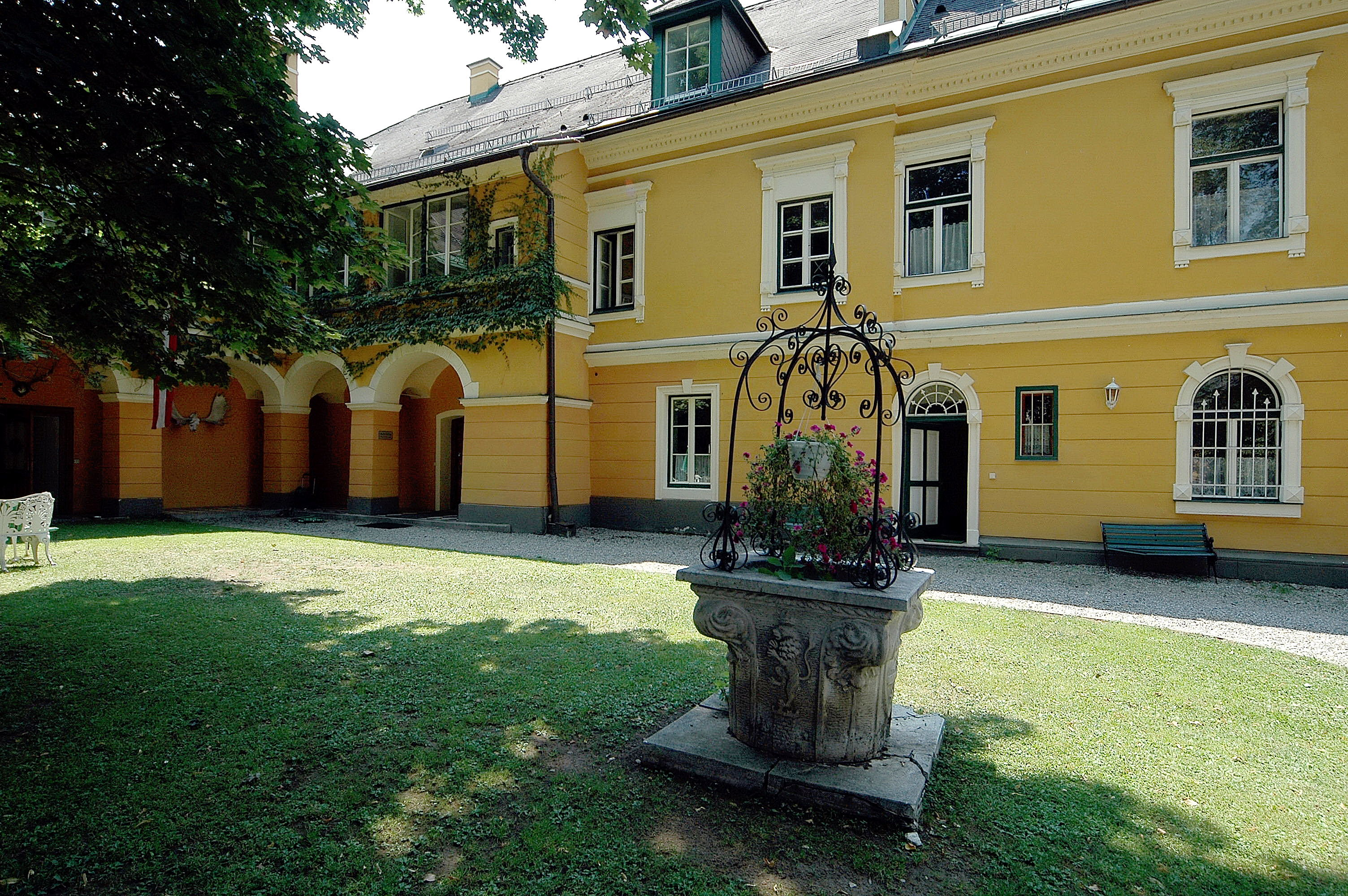
Schloss Sankt Georgen am Sandhof
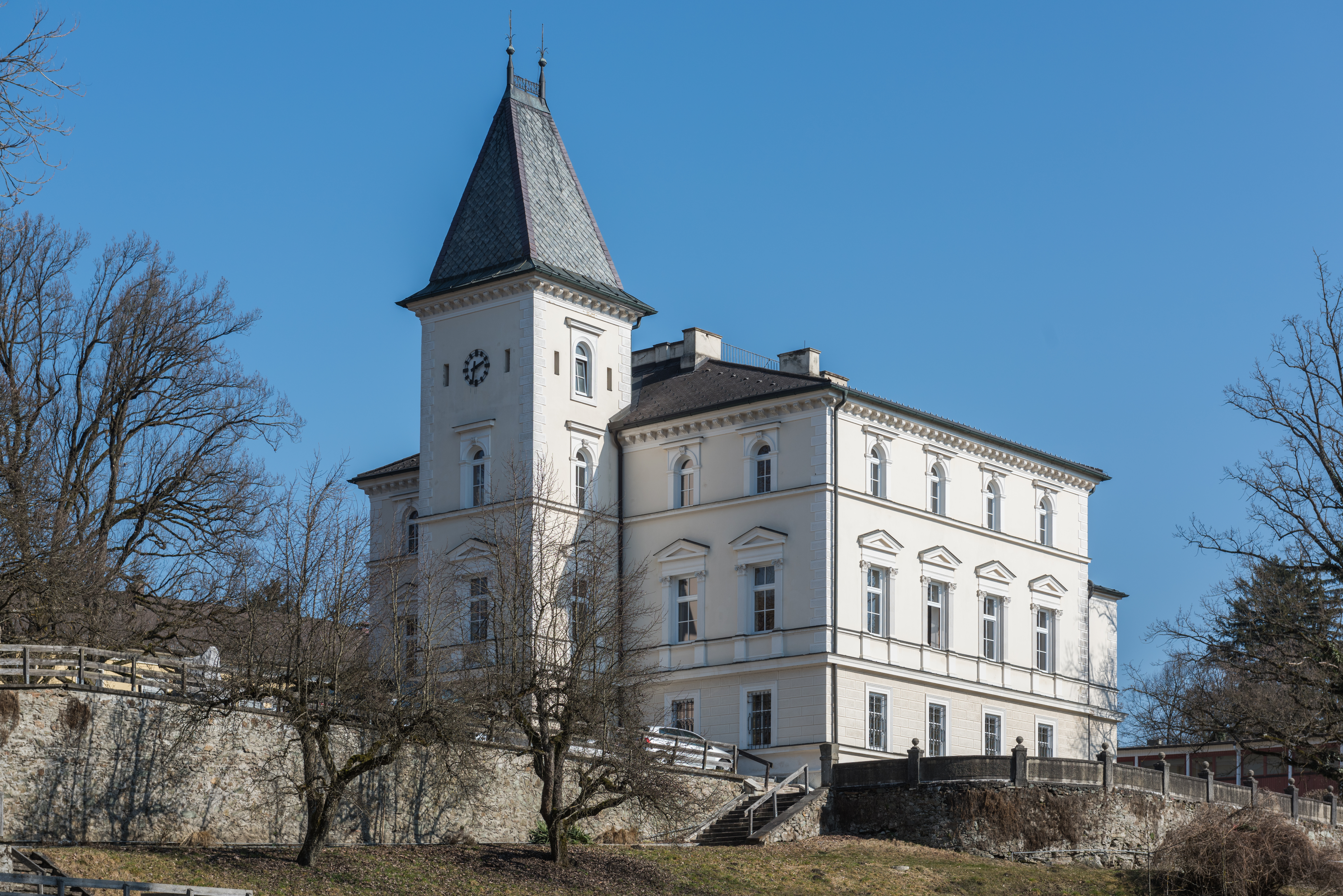
Schloss Krastowitz

## Wirtschaft und Infrastruktur
- Zentralfriedhof Annabichl, der größte Friedhof Klagenfurts
- Internationaler Flughafen Klagenfurt (die Lande- und Startbahn liegt jedoch zur Hälfte im Bezirk St. Peter)
- Laudon- und Khevenhüllerkaserne
- Schleppe Brauerei
- Business-Park in der „Schleppe-Kurve“ an der Feldkirchner Straße

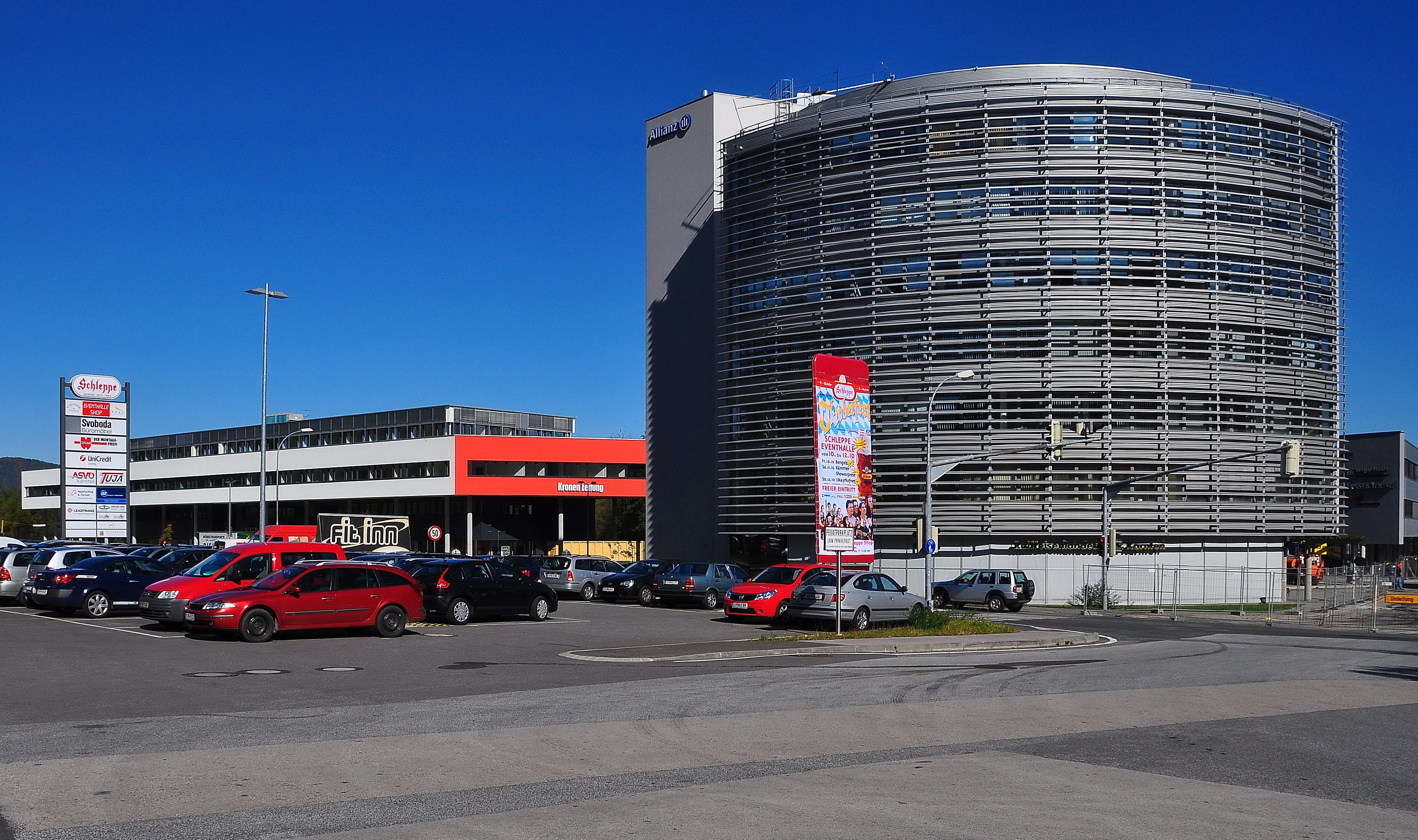
Business Park in der Schleppe Kurve
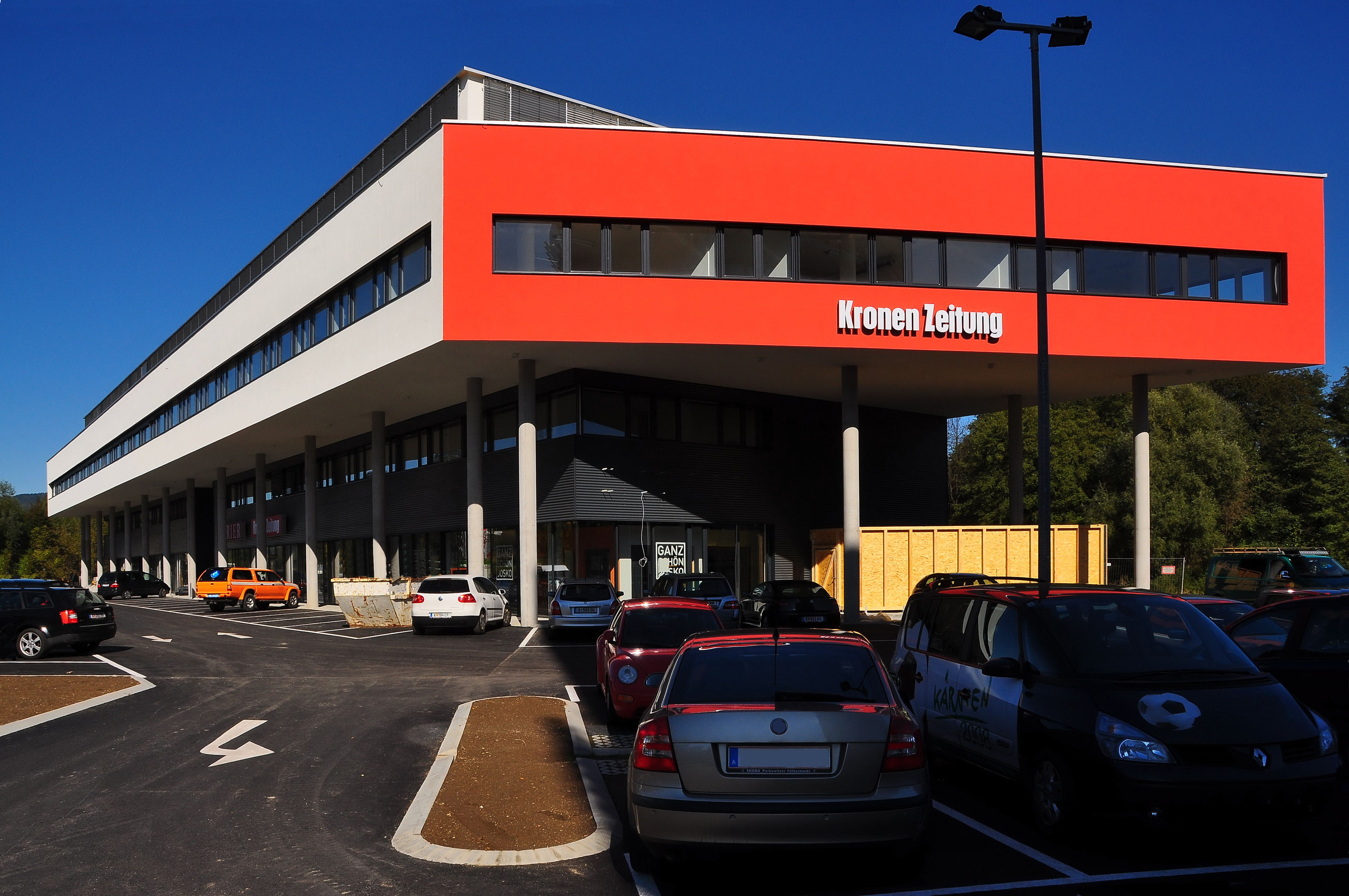
Mediaprint-Center mit der Kronen Zeitung im Business-Park an der Feldkirchner Straße

### Öffentlicher Verkehr
In Annabichl gibt es einen Bahnhof an der Südbahn (ÖBB Fahrplanbild 601). Der Bahnhof trägt den Namen Klagenfurt Annabichl.

### Bildung

#### Volksschulen
- VS 4 Annabichl
- VS 13 Am Spitalberg
- VS 15 St. Georgen am Sandhof

#### Weitere Schulen
- NMS 11 Annabichl Viktor-Frankl-Schule (Neue Mittelschule)
- Landwirtschaftliche Fachschule Ehrental (Fach- und Berufsschule)